# Amor a prueba
Amor a prueba fue un reality show chileno producido y transmitido por Mega.
25 participantes (parejas, exparejas y solteros de oro, llamados "jotes", tanto famosos como desconocidos) inicialmente entraron a la producción, quedando aislados en un recinto en Pirque, al suroriente de Santiago de Chile. La premisa del concurso consiste reunir parejas y personas solteras, los que tendrán el rol de "tentar" a los comprometidos. Además los participantes competirán cada semana para no ser eliminados.
El ingreso de los participantes al concurso fue el 20 de noviembre de 2014 y el programa se estrenó once días después, el 1 de diciembre de 2014. Ubicado en Pirque, el reality comienza con 8 parejas y 8 solteros. Los participantes deben competir en desafíos que ponen a prueba sus propias habilidades y su compatibilidad como un equipo.

## Producción

Pirque en donde se filma el programa.

El programa se estrenó el 30 de noviembre de 2014 por Mega. El centro de operaciones del programa está a una hora de Santiago y, como estrategia, Mega no reveló el lugar para mantener el carácter de aislados. Para realizar el reality el director se inspiró en el reality show estadounidense Temptation Island.
La grabación de las primeras ediciones del reality show se realizaron en Estados Unidos y Colombia.

### Casting
El casting para definir a los veinticuatro integrantes de la experiencia comenzó en abril de 2014. En el casting las personas se podían inscribir en tres modalidades: solos, en pareja o con su expareja. Los concursantes están divididos en un grupo de personajes conocidos y otro de anónimos, los primeros famosos confirmados para este proyecto fueron: Camila Recabarren (Miss Chile 2012), Denisse Campos (Modelo), José Luis "Junior Playboy" Concha (Chico reality), Lizfanny Emiliano (Chica reality en España), Oriana Marzoli y su pareja Tony Spina (Chicos reality's en España), Flaviana Seeling (Bailarina e integrante del grupo Axe Bahía) y su esposo Juan José Morales (Futbolista), Stefanie Kemplau (Panelista de Así somos) y su pareja Danilo Rodríguez (Míster Chile 2011), Eugenia Lemos (Modelo, actriz y ex chica reality) y su pareja Matías Kosznik (Modelo), Pilar Ruiz (Modelo y actriz), Nicole "Luli Love" Moreno (Modelo y bailarina) y su expareja Hernán Cabanas (Bailarín y modelo), Romina Ansaldo (Modelo), Miguel Arce (Deportista, modelo y chico reality en Perú) y Mila Correa (Bailarina y modelo).

### Promoción
El primer spot que salió al aire mostraba a cuatro personas vestidas de jotes, los cuáles en el reality serían los solteros, estas personas caminaban por un bosque en la noche tratando de separar a parejas de enamorados. Finalmente le daban un consejo al televidente diciendo: "Cuidado, los jotes andan rondando".

## Equipo del programa
- Presentadores: Karla Constant, Dirige las competencias, las ceremonias de cambio de parejas o de sinceramiento y los duelos de eliminación, mientras que Roberto Artiagoitia lidera los cara a cara.[34]
- Anfitriones:
  - Karen Paola, responsable de las actividades artísticas.[35]
  - Patricia Maldonado, responsable de las actividades de convivencia.
  - Vanesa Borghi, responsable de las actividades artísticas.
  - Kike Morandé, responsable de las actividades de convivencia.
  - Renata Bravo, responsable de las actividades de convivencia.
  - Pablo Zúñiga, responsable de las actividades de convivencia.
  - Teresita Reyes, responsable de las actividades artísticas.
  - Krishna Navas, responsable de las actividades de convivencia.
  - Christian Ocaranza, responsable de las actividades artísticas.
  - Manu González, responsable de las actividades artísticas.
  - Carla Jara, responsable de las actividades artísticas.
  - Karol Dance, responsable de las actividades de convivencia.
  - Nicole Pérez "Jei Lo", responsable del humor en el programa.
  - Belén Mora, responsable del humor en el programa.
  - Toto Acuña, responsable del humor en el programa.

## Participantes
| Participante                                                 | Residencia   | Edad | Resultado Final                                        | Resultado anterior                         | Estadía  | Notas            |
| ------------------------------------------------------------ | ------------ | ---- | ------------------------------------------------------ | ------------------------------------------ | -------- | ---------------- |
| Romina Ansaldo Modelo.                                       | Santiago     | 32   | Ganadores de Amor a prueba                             | Eliminada por decisión de José Luis Concha | 132 días | [ n 1 ]          |
| Pedro Astorga Estudiante de publicidad y guía de kayak.      | San Alfonso  | 26   | Ganadores de Amor a prueba                             |                                            | 88 días  | [ n 2 ]          |
| Aylén Milla Modelo.                                          | Miami        | 24   | 2.º Lugar de Amor a prueba                             |                                            | 137 días |                  |
| Marco Ferri Empresario y modelo.                             | Miami        | 26   | 2.º Lugar de Amor a prueba                             |                                            | 137 días |                  |
| Liz Emiliano Modelo internacional.                           | Madrid       | 31   | 3.º Lugar de Amor a prueba                             |                                            | 137 días |                  |
| Michael Murtagh Modelo y artista circense.                   | Santiago     | 31   | 3.º Lugar de Amor a prueba                             |                                            | 137 días |                  |
| Oriana Marzoli Modelo y chica reality.                       | Madrid       | 22   | 17.os eliminados en duelo de fuerza y resistencia      | Abandona por motivos personales            | 101 días | [ n 3 ]          |
| Tony Spina Modelo y chico reality.                           | Madrid       | 26   | 17.os eliminados en duelo de fuerza y resistencia      |                                            | 137 días |                  |
| Julia Fernandes Modelo.                                      | Santiago     | 20   | 16.os eliminados en duelo de habilidad y resistencia   |                                            | 100 días | [ n 4 ]          |
| Sebastián Ramírez Relacionador público.                      | Santiago     | 28   | 16.os eliminados en duelo de habilidad y resistencia   | 6.° eliminado en duelo de habilidad.       | 96 días  | [ n 5 ] [ n 6 ]  |
| Pilar Moraga Modelo de alta costura.                         | Santiago     | 30   | 15.os eliminados en duelo de agilidad                  |                                            | 127 días |                  |
| Eduardo Rheinen Publicista.                                  | Santiago     | 32   | 15.os eliminados en duelo de agilidad                  |                                            | 127 días |                  |
| Hernán Cabanas Bailarín y modelo.                            | Buenos Aires | 32   | Eliminado por decisión de Romina Ansaldo               | 12.º eliminado En duelo de habilidad       | 121 días | [ n 7 ]          |
| Hernán Cabanas Bailarín y modelo.                            | Buenos Aires | 32   | Eliminado por decisión de Romina Ansaldo               | 7.º eliminado En duelo de habilidad        | 121 días | [ n 8 ]          |
| Melina Figueroa Productora de imagen, modelo y actriz.       | México D.F.  | 23   | Eliminada por decisión de Tony Spina                   |                                            | 24 días  | [ n 9 ]          |
| Leandro Penna Modelo y actor.                                | Miami        | 29   | Eliminado por decisión de Aylén Milla                  | Abandona por motivos personales            | 85 días  | [ n 10 ]         |
| Eugenia Lemos Modelo y actriz.                               | Buenos Aires | 29   | 14.os eliminados en duelo de habilidad                 | Expulsada por transgredir reglas           | 67 días  | [ n 11 ]         |
| Matías Kosznik Modelo.                                       | Buenos Aires | 29   | 14.os eliminados en duelo de habilidad                 | Abandona por motivos personales            | 67 días  | [ n 12 ]         |
| Aynara Eder Modelo.                                          | Santiago     | 27   | 13.os eliminados en duelo de habilidad y concentración |                                            | 14 días  | [ n 9 ]          |
| Javier Oldani Modelo.                                        | Santiago     | 28   | 13.os eliminados en duelo de habilidad y concentración |                                            | 14 días  | [ n 9 ]          |
| Álex Consejo Estudiante de ciencias del deporte.             | Madrid       | 23   | Abandona por motivos personales                        |                                            | 55 días  | [ n 13 ] [ n 7 ] |
| Michelle Carvalho Modelo de alta costura.                    | Santiago     | 21   | 11.ª eliminada en duelo de habilidad                   |                                            | 28 días  | [ n 14 ]         |
| Mila Correa Bailarina y modelo.                              | Santiago     | 29   | 10.os eliminados en duelo de agilidad                  |                                            | 89 días  |                  |
| Junior Playboy Modelo y cantante.                            | Santiago     | 32   | 10.os eliminados en duelo de agilidad                  |                                            | 89 días  |                  |
| Adriana Barrientos Modelo y vedette.                         | Santiago     | 34   | 9.ª eliminada en duelo de habilidad                    |                                            | 40 días  | [ n 15 ]         |
| Agustina Soma Modelo y actriz.                               | Buenos Aires | 26   | 8.ª eliminada en duelo de rapidez                      |                                            | 5 días   | [ n 16 ]         |
| Nicole Moreno Modelo y bailarina.                            | Santiago     | 27   | Abandona por motivos personales                        | 1.ª eliminada en duelo de fuerza.          | 55 días  | [ n 17 ]         |
| Diego Val Cantante, actor y modelo.                          | Miami        | 28   | Abandona por lesión                                    |                                            | 5 días   | [ n 18 ]         |
| Danilo Rodríguez Ingeniero, modelo y Míster Chile 2011.      | Santiago     | 26   | 5.os eliminados en duelo de habilidad.                 |                                            | 47 días  |                  |
| Stefanie Klempau Ingeniera comercial y opinóloga.            | Santiago     | 27   | 5.os eliminados en duelo de habilidad.                 |                                            | 47 días  |                  |
| Miguel Arce Modelo y actor.                                  | Lima         | 30   | 4.° eliminado en duelo de fuerza.                      |                                            | 40 días  |                  |
| Denisse Campos Modelo.                                       | Santiago     | 38   | 3.ª eliminada en duelo de resistencia.                 |                                            | 33 días  |                  |
| Camila Recabarren Modelo y Miss Chile 2012.                  | Santiago     | 23   | Expulsada por transgredir reglas.                      |                                            | 32 días  |                  |
| Pilar Ruiz Modelo y actriz.                                  | Santiago     | 30   | Abandona por lesión                                    |                                            | 26 días  |                  |
| Flaviana Seeling Bailarina e integrante del grupo Axe Bahía. | Santiago     | 37   | Abandonan por motivos personales                       |                                            | 20 días  |                  |
| Juan José Morales Futbolista.                                | Santiago     | 32   | Abandonan por motivos personales                       |                                            | 20 días  |                  |
| Juventino Mendoza Cantante y bailarín.                       | Miami        | 34   | 2.° eliminado en duelo de fuerza.                      |                                            | 19 días  |                  |

Notas
1. ↑  Después de haber sido eliminada el día 1, Romina reingresa el día 6.
2. ↑  Pedro ingresa el día 49, en reemplazo de Leandro Penna.
3. ↑  Después de haberse ido el día 12, Oriana reingresa el día 48.
4. ↑  Julia ingresa el día 34, en reemplazo de Camila Recabarren.
5. ↑  Sebastián ingresa el día 27, en reemplazo de Pilar Ruiz.
6. ↑  Después de haber sido eliminado el día 54, Sebastián reingresa el día 65, en reemplazo de Nicole Moreno.
7. 1 2  Hernán es eliminado, pero conjuntamente Alex abandona la competencia por motivos personales, cediendo su puesto al recién eliminado.
8. 1 2  Hernán es eliminado, pero conjuntamente Diego abandona la competencia por una lesión en su pie, cediendo su puesto al recién eliminado. La producción del programa aceptó la propuesta, reintegrando a Hernán.
9. 1 2 3  Aynara, Melina y Javier ingresan el día 97 como nuevos participantes.
10. ↑  Después de haber abandonado el día 45, Leandro reingresa el día 77.
11. ↑  Después de haber sido expulsada el día 32, Eugenia reingresa el día 83.
12. ↑  Después de haber abandonado el día 32, Matías reingresa el día 83.
13. ↑  Alex ingresa el día 48, en reemplazo de Matías Kosznik.
14. ↑  Michelle ingresa el día 69, como nueva participante.
15. ↑  Adriana ingresa el día 42, como nueva participante.
16. ↑  Agustina ingresa el día 63, como nueva participante.
17. ↑  Después de haber sido eliminada el día 5, Nicole reingresa el día 14.
18. ↑  Diego ingresa el día 56, como nuevo participante.

## Resultados generales
| Pedro     |           |          |           |          |           |           |           | Inmune    | Salvado   | Salvado   | Nominado | Nominado  | Salvado   | Salvado   | Salvado   | Salvado   | Salvado   | Salvados   | Nominados  | Inmunes    | Salvados   | Ganadores |  |  |  |  |  |  |  |  |  |  |  |  |  |  |  |  |  |  |  |
| Romina    | Eliminada | Salvada  | Salvada   | Salvada  | Nominada  | Salvada   | Inmune    | Salvada   | Salvada   | Salvada   | Nominada | Nominada  | Salvada   | Salvada   | Salvada   | Salvada   | Salvado   | Salvados   | Nominados  | Inmunes    | Salvados   | Ganadores |  |  |  |  |  |  |  |  |  |  |  |  |  |  |  |  |  |  |  |
| Aylén     | Salvada   | Salvada  | Salvada   | Salvada  | Salvada   | Inmune    | Salvada   | Inmune    | Salvada   | Salvada   | Salvada  | Salvada   | Salvada   | Salvada   | Salvada   | Inmune    | Salvada   | Salvados   | Salvados   | Inmunes    | Salvados   | Segundos  |  |  |  |  |  |  |  |  |  |  |  |  |  |  |  |  |  |  |  |
| Marco     | Salvado   | Salvado  | Salvado   | Salvado  | Nominado  | Inmune    | Salvado   | Inmune    | Salvado   | Salvado   | Salvado  | Salvado   | Salvado   | Salvado   | Salvado   | Inmune    | Salvado   | Salvados   | Salvados   | Inmunes    | Salvados   | Segundos  |  |  |  |  |  |  |  |  |  |  |  |  |  |  |  |  |  |  |  |
| Liz       | Salvada   | Salvada  | Salvada   | Salvada  | Salvada   | Salvada   | Nominada  | Salvada   | Salvada   | Salvada   | Salvada  | Salvada   | Salvada   | Salvada   | Salvada   | Salvada   | Nominada  | Salvados   | Salvados   | Nominados  | Eliminados |           |  |  |  |  |  |  |  |  |  |  |  |  |  |  |  |  |  |  |  |
| Michael   | Nominado  | Nominado | Salvado   | Nominado | Salvado   | Salvado   | Nominado  | Salvado   | Salvado   | Nominado  | Salvado  | Salvado   | Nominado  | Salvado   | Salvado   | Salvado   | Salvado   | Salvados   | Salvados   | Nominados  | Eliminados |           |  |  |  |  |  |  |  |  |  |  |  |  |  |  |  |  |  |  |  |
| Oriana    | Salvada   | Abandona |           |          |           |           |           | Nominada  | Salvada   | Nominada  | Nominada | Salvada   | Salvada   | Salvada   | Salvada   | Salvada   | Salvada   | Inmunes    | Salvados   | Eliminados |            |           |  |  |  |  |  |  |  |  |  |  |  |  |  |  |  |  |  |  |  |
| Tony      | Salvado   | Nominado | Salvado   | Salvado  | Nominado  | Salvado   | Salvado   | Salvado   | Nominado  | Salvado   | Salvado  | Salvado   | Salvado   | Salvado   | Salvado   | Salvado   | Salvado   | Inmunes    | Salvados   | Eliminados |            |           |  |  |  |  |  |  |  |  |  |  |  |  |  |  |  |  |  |  |  |
| Julia     |           |          |           |          |           | Salvada   | Nominada  | Salvada   | Salvada   | Nominada  | Salvada  | Salvada   | Nominada  | Nominada  | Salvada   | Salvada   | Nominada  | Nominados  | Eliminados |            |            |           |  |  |  |  |  |  |  |  |  |  |  |  |  |  |  |  |  |  |  |
| Sebastián |           |          |           |          | Salvado   | Nominado  | Salvado   | Eliminado |           | Salvado   | Salvado  | Salvado   | Nominado  | Nominado  | Salvado   | Salvado   | Nominado  | Nominados  | Eliminados |            |            |           |  |  |  |  |  |  |  |  |  |  |  |  |  |  |  |  |  |  |  |
| Pilar M.  | Salvada   | Salvada  | Salvada   | Nominada | Nominada  | Nominada  | Salvada   | Nominada  | Nominada  | Salvada   | Inmune   | Nominada  | Salvada   | Nominada  | Nominada  | Salvada   | Salvada   | Eliminados |            |            |            |           |  |  |  |  |  |  |  |  |  |  |  |  |  |  |  |  |  |  |  |
| Eduardo   | Nominado  | Salvado  | Salvado   | Nominado | Nominado  | Nominado  | Nominado  | Salvado   | Nominado  | Nominado  | Inmune   | Salvado   | Nominado  | Nominado  | Nominado  | Salvado   | Salvado   | Eliminados |            |            |            |           |  |  |  |  |  |  |  |  |  |  |  |  |  |  |  |  |  |  |  |
| Hernán    | Nominado  | Nominado | Salvado   | Salvado  | Salvado   | Salvado   | Nominado  | Salvado   | Eliminado | Salvado   | Nominado | Salvado   | Salvado   | Nominado  | Eliminado | Nominado  | Salvado   | Eliminado  |            |            |            |           |  |  |  |  |  |  |  |  |  |  |  |  |  |  |  |  |  |  |  |
| Melina    |           |          |           |          |           |           |           |           |           |           |          |           |           |           | Salvada   | Salvada   | Salvada   | Eliminada  |            |            |            |           |  |  |  |  |  |  |  |  |  |  |  |  |  |  |  |  |  |  |  |
| Leandro   | Salvado   | Salvado  | Salvado   | Salvado  | Salvado   | Inmune    | Abandona  |           |           |           |          | Inmune    | Salvado   | Salvado   | Salvado   | Nominado  | Salvado   | Eliminado  |            |            |            |           |  |  |  |  |  |  |  |  |  |  |  |  |  |  |  |  |  |  |  |
| Eugenia   | Salvada   | Inmune   | Salvada   | Salvada  | Expulsada |           |           |           |           |           |          |           | Salvada   | Salvada   | Salvada   | Nominada  | Eliminada |            |            |            |            |           |  |  |  |  |  |  |  |  |  |  |  |  |  |  |  |  |  |  |  |
| Matías    | Salvado   | Inmune   | Salvado   | Salvado  | Abandona  |           |           |           |           |           |          |           | Salvado   | Salvado   | Salvado   | Nominado  | Eliminado |            |            |            |            |           |  |  |  |  |  |  |  |  |  |  |  |  |  |  |  |  |  |  |  |
| Aynara    |           |          |           |          |           |           |           |           |           |           |          |           |           |           | Nominada  | Eliminada |           |            |            |            |            |           |  |  |  |  |  |  |  |  |  |  |  |  |  |  |  |  |  |  |  |
| Javier    |           |          |           |          |           |           |           |           |           |           |          |           |           |           | Nominado  | Eliminado |           |            |            |            |            |           |  |  |  |  |  |  |  |  |  |  |  |  |  |  |  |  |  |  |  |
| Alex      |           |          |           |          |           |           |           | Nominado  | Salvado   | Nominado  | Nominado | Salvado   | Salvado   | Salvado   | Abandona  |           |           |            |            |            |            |           |  |  |  |  |  |  |  |  |  |  |  |  |  |  |  |  |  |  |  |
| Michelle  |           |          |           |          |           |           |           |           |           |           | Nominada | Nominada  | Salvada   | Eliminada |           |           |           |            |            |            |            |           |  |  |  |  |  |  |  |  |  |  |  |  |  |  |  |  |  |  |  |
| Camila C. | Salvada   | Salvada  | Nominada  | Salvada  | Salvada   | Salvada   | Inmune    | Salvada   | Salvada   | Salvada   | Salvada  | Salvada   | Eliminada |           |           |           |           |            |            |            |            |           |  |  |  |  |  |  |  |  |  |  |  |  |  |  |  |  |  |  |  |
| Junior    | Salvado   | Salvado  | Nominado  | Salvado  | Salvado   | Salvado   | Inmune    | Salvado   | Salvado   | Salvado   | Salvado  | Salvado   | Eliminado |           |           |           |           |            |            |            |            |           |  |  |  |  |  |  |  |  |  |  |  |  |  |  |  |  |  |  |  |
| Adriana   |           |          |           |          |           |           | Salvada   | Nominada  | Salvada   | Nominada  | Inmune   | Eliminada |           |           |           |           |           |            |            |            |            |           |  |  |  |  |  |  |  |  |  |  |  |  |  |  |  |  |  |  |  |
| Agustina  |           |          |           |          |           |           |           |           |           | Eliminada |          |           |           |           |           |           |           |            |            |            |            |           |  |  |  |  |  |  |  |  |  |  |  |  |  |  |  |  |  |  |  |
| Nicole    | Eliminada |          | Salvada   | Salvada  | Salvada   | Salvada   | Salvada   | Salvada   | Nominada  | Abandona  |          |           |           |           |           |           |           |            |            |            |            |           |  |  |  |  |  |  |  |  |  |  |  |  |  |  |  |  |  |  |  |
| Diego     |           |          |           |          |           |           |           |           | Abandona  |           |          |           |           |           |           |           |           |            |            |            |            |           |  |  |  |  |  |  |  |  |  |  |  |  |  |  |  |  |  |  |  |
| Danilo    | Salvado   | Salvado  | Nominado  | Inmune   | Salvado   | Nominado  | Eliminado |           |           |           |          |           |           |           |           |           |           |            |            |            |            |           |  |  |  |  |  |  |  |  |  |  |  |  |  |  |  |  |  |  |  |
| Stefanie  | Salvada   | Salvada  | Nominada  | Inmune   | Salvada   | Nominada  | Eliminada |           |           |           |          |           |           |           |           |           |           |            |            |            |            |           |  |  |  |  |  |  |  |  |  |  |  |  |  |  |  |  |  |  |  |
| Miguel    | Inmune    | Inmune   | Nominado  | Nominado | Salvado   | Eliminado |           |           |           |           |          |           |           |           |           |           |           |            |            |            |            |           |  |  |  |  |  |  |  |  |  |  |  |  |  |  |  |  |  |  |  |
| Denisse   | Nominada  | Salvada  | Salvada   | Nominada | Eliminada |           |           |           |           |           |          |           |           |           |           |           |           |            |            |            |            |           |  |  |  |  |  |  |  |  |  |  |  |  |  |  |  |  |  |  |  |
| Camila R. | Nominada  | Nominada | Salvada   | Nominada | Expulsada |           |           |           |           |           |          |           |           |           |           |           |           |            |            |            |            |           |  |  |  |  |  |  |  |  |  |  |  |  |  |  |  |  |  |  |  |
| Pilar R.  | Salvada   | Nominada | Salvada   | Abandona |           |           |           |           |           |           |          |           |           |           |           |           |           |            |            |            |            |           |  |  |  |  |  |  |  |  |  |  |  |  |  |  |  |  |  |  |  |
| Flaviana  | Inmune    | Salvada  | Salvada   | Abandona |           |           |           |           |           |           |          |           |           |           |           |           |           |            |            |            |            |           |  |  |  |  |  |  |  |  |  |  |  |  |  |  |  |  |  |  |  |
| Juan José | Inmune    | Salvado  | Salvado   | Abandona |           |           |           |           |           |           |          |           |           |           |           |           |           |            |            |            |            |           |  |  |  |  |  |  |  |  |  |  |  |  |  |  |  |  |  |  |  |
| Juventino | Salvado   | Salvado  | Eliminado |          |           |           |           |           |           |           |          |           |           |           |           |           |           |            |            |            |            |           |  |  |  |  |  |  |  |  |  |  |  |  |  |  |  |  |  |  |  |

     El participante gana junto a su trío la «Competencia de tríos» y obtiene la inmunidad.
     El participante obtiene la inmunidad por no tener pareja o jote durante la semana.
     El participante pierde junto a su trío la semana y queda en riesgo, pero no es amenazado.
     El participante pierde junto a su trío la semana y es amenazado tras perder la «Competencia de tríos»/«Competencia de parejas».
     El participante pierde junto a su trío la semana y es amenazado tras perder la «Competencia individual».
     El participante pierde junto a su trío la semana y posteriormente es amenazado por sus compañeros en el «Cara a cara».
     El participante es amenazado junto a su trío en la semana y posteriormente es salvado por el voto del público.
     El participante es amenazado junto a su trío debido a una lesión de un integrante del trío.
     El participante es amenazado junto a su pareja por no tener jote durante la semana.
     El participante es nominado junto a su trío, pierde el duelo de eliminación y posteriormente es eliminado de la competencia.
     El participante abandona la competencia.
     El participante es expulsado de la competencia.
     El participante es eliminado por decisión del joteado.

## Ceremonia del «Armado de tríos»
Cada semana se llevaba a cabo la ceremonia del armado de tríos en el que cada pareja elige a un soltero(a) para que sean parte del trío de concursantes que participarán en los desafíos y competencias.
| Participante | Semana    | Semana    | Semana    | Semana    | Semana    | Semana    | Semana    | Semana    | Semana    | Semana     | Semana    | Semana    | Semana    | Semana    | Semana    | Semana    | Semana    | Semana    |
| Participante | 1         | 2         | 3         | 4         | 5         | 6         | 7         | 8         | 9         | 10         | 11        | 12        | 13        | 14        | 15        | 16        | 17        | 18-Final  |
| ------------ | --------- | --------- | --------- | --------- | --------- | --------- | --------- | --------- | --------- | ---------- | --------- | --------- | --------- | --------- | --------- | --------- | --------- | --------- |
| Aylén        | Leandro   | Leandro   | Leandro   | Leandro   | Leandro   | Leandro   | Leandro   | Marco     | Marco     | Marco      | Marco     | Marco     | Marco     | Marco     | Marco     | Marco     | Marco     | Marco     |
| Aylén        | Marco     | Marco     | Marco     | Marco     | Nicole    | Marco     | Marco     | Pedro     | Romina    | Tony       | Tony      | Hernán    | Michelle  | Michael   | Michael   | [ n 1 ]   | Leandro   | Marco     |
| Eduardo      | Denisse   | Denisse   | Denisse   | Denisse   | Denisse   | Pilar M.  | Pilar M.  | Pilar M.  | Pilar M.  | Pilar M.   | Pilar M.  | Pilar M.  | Pilar M.  | Pilar M.  | Pilar M.  | Pilar M.  | Pilar M.  | Pilar M.  |
| Eduardo      | Michael   | Liz       | Nicole    | Pilar M.  | Pilar M.  | Sebastián | Sebastián | Adriana   | Diego     | Sebastián  | Adriana   | Adriana   | Hernán    | Hernán    | [ n 2 ]   | Michael   | Michael   | Pilar M.  |
| Julia        |           |           |           |           |           | Camila C. | Liz       | Liz       | Michael   | Michael    | Michael   | Michael   | Michael   | Sebastián | Sebastián | Sebastián | Sebastián | Sebastián |
| Julia        | Junior    | Michael   | Michael   | Pedro     | Agustina  | Sebastián | Sebastián | Sebastián | Michelle  | Leandro    | Liz       | Liz       |           |           |           |           |           | Sebastián |
| Liz          | Eugenia   | Denisse   | Eugenia   | Eugenia   | Mila      | Michael   | Michael   | Michael   | Camila C. | Camila C.  | Camila C. | Camila C. | Eugenia   | Eugenia   | Eugenia   | Julia     | Julia     | Michael   |
| Liz          | Matías    | Eduardo   | Matías    | Matías    | Junior    | Romina    | Julia     | Julia     | Junior    | Junior     | Junior    | Junior    | Matías    | Matías    | Matías    | Sebastián | Sebastián | Michael   |
| Marco        | Aylén     | Aylén     | Aylén     | Aylén     | Romina    | Aylén     | Aylén     | Aylén     | Aylén     | Aylén      | Aylén     | Aylén     | Aylén     | Aylén     | Aylén     | Aylén     | Aylén     | Aylén     |
| Marco        | Leandro   | Leandro   | Leandro   | Leandro   | Tony      | Leandro   | Leandro   | Pedro     | Romina    | Tony       | Tony      | Hernán    | Michelle  | Michael   | Michael   | [ n 1 ]   | Leandro   | Aylén     |
| Michael      | Denisse   | Camila R. | Camila R. | Camila R. | Camila R. | Liz       | Liz       | Liz       | Julia     | Julia      | Julia     | Julia     | Julia     | Aylén     | Aylén     | Eduardo   | Eduardo   | Liz       |
| Michael      | Eduardo   | Hernán    | Hernán    | Miguel    | Sebastián | Romina    | Julia     | Julia     | Pedro     | Agustina   | Sebastián | Sebastián | Sebastián | Marco     | Marco     | Pilar M.  | Pilar M.  | Liz       |
| Oriana       | Tony      | Tony      |           |           |           |           |           | Alex      | Alex      | Alex       | Alex      | Alex      | Alex      | Alex      | Alex      | Tony      | Tony      | Tony      |
| Oriana       | Pilar R.  | Pilar R.  | Sebastián | Adriana   | Adriana   | Hernán    | Tony      | Tony      | Tony      | Tony       | [ n 3 ]   | Melina    |           |           |           |           |           | Tony      |
| Pedro        |           |           |           |           |           |           |           | Aylén     | Julia     | Romina     | Romina    | Romina    | Romina    | Romina    | Romina    | Romina    | Romina    | Romina    |
| Pedro        | Marco     | Michael   | Hernán    | Michelle  | Michelle  | Leandro   | Leandro   | Melina    | Melina    | Hernán     |           |           |           |           |           |           |           | Romina    |
| Pilar M.     | Camila C. | Danilo    | Pilar R.  | Denisse   | Denisse   | Eduardo   | Eduardo   | Eduardo   | Eduardo   | Eduardo    | Eduardo   | Eduardo   | Eduardo   | Eduardo   | Eduardo   | Eduardo   | Eduardo   | Eduardo   |
| Pilar M.     | Junior    | Stefanie  | Tony      | Eduardo   | Eduardo   | Sebastián | Sebastián | Adriana   | Diego     | Sebastián  | Adriana   | Adriana   | Hernán    | Hernán    | [ n 2 ]   | Michael   | Michael   | Eduardo   |
| Romina       |           | Camila C. | Flaviana  | Tony      | Tony      | Liz       | Mila      | Tony      | Aylén     | Pedro      | Pedro     | Pedro     | Pedro     | Pedro     | Pedro     | Pedro     | Pedro     | Pedro     |
| Romina       | Junior    | Juan José | Nicole    | Marco     | Michael   | Junior    | Nicole    | Marco     | Hernán    | Michelle   | Michelle  | Leandro   | Leandro   | Melina    | Melina    | Hernán    |           | Pedro     |
| Sebastián    |           |           |           |           | Camila    | Eduardo   | Eduardo   | Alex      |           | Eduardo    | Julia     | Julia     | Julia     | Julia     | Julia     | Julia     | Julia     | Julia     |
| Sebastián    | Michael   | Pilar M.  | Pilar M.  | Oriana    | Pilar M.  | Michael   | Michael   | Michael   | Michelle  | Leandro    | Liz       | Liz       |           |           |           |           |           | Julia     |
| Tony         | Oriana    | Oriana    | Pilar R.  | Romina    | Romina    | Nicole    | Nicole    | Nicole    | Nicole    | Aylén      | Aylén     | Alex      | Alex      | Alex      | Alex      | Oriana    | Oriana    | Oriana    |
| Tony         | Pilar R.  | Pilar R.  | Pilar M.  | Nicole    | Marco     | Hernán    | Adriana   | Romina    | Hernán    | Marco      | Marco     | Oriana    | Oriana    | Oriana    | Oriana    | [ n 3 ]   | Melina    | Oriana    |
| Hernán       | Nicole    | Camila    | Camila    | Mila      | Danilo    | Nicole    | Danilo    | Mila      | Nicole    | Pedro      | Alex      | Aylén     | Eduardo   | Eduardo   | Aynara    | Aynara    | Pedro     |           |
| Hernán       | Camila R. | Michael   | Michael   | Junior    | Stefanie  | Tony      | Stefanie  | Junior    | Tony      | Romina     | Oriana    | Marco     | Pilar M.  | Pilar M.  | Javier    | Javier    | Romina    |           |
| Melina       |           |           |           |           |           |           |           |           |           |            |           |           |           |           | Pedro     | Pedro     | Oriana    |           |
| Melina       | Romina    | Romina    | Tony      |           |           |           |           |           |           |            |           |           |           |           |           |           |           |           |
| Leandro      | Aylén     | Aylén     | Aylén     | Aylén     | Aylén     | Aylén     | Aylén     |           |           |            |           | [ n 4 ]   | Romina    | Romina    | Julia     | Eugenia   | Aylén     |           |
| Leandro      | Marco     | Marco     | Marco     | Marco     | Nicole    | Marco     | Marco     | Pedro     | Pedro     | Sebastián  | Matias    | [ n 4 ]   | Marco     |           |           |           |           |           |
| Eugenia      | Matías    | Matías    | Matías    | Matías    | Matías    |           |           |           |           |            |           |           | Matías    | Matías    | Matías    | Matías    | Matías    |           |
| Eugenia      | Liz       | Miguel    | Liz       | Liz       | Miguel    | Liz       | Liz       | Liz       | Leandro   | [ n 5 ]    |           |           |           |           |           |           |           |           |
| Matías       | Eugenia   | Eugenia   | Eugenia   | Eugenia   | Eugenia   |           |           |           |           |            |           |           | Eugenia   | Eugenia   | Eugenia   | Eugenia   | Eugenia   |           |
| Matías       | Liz       | Miguel    | Liz       | Liz       | Miguel    | Liz       | Liz       | Liz       | Leandro   | [ n 5 ]    |           |           |           |           |           |           |           |           |
| Aynara       |           |           |           |           |           |           |           |           |           |            |           |           |           |           | Javier    | Javier    |           |           |
| Aynara       | Hernán    |           |           |           |           |           |           |           |           |            |           |           |           |           |           |           |           |           |
| Javier       |           |           |           |           |           |           |           |           |           |            |           |           |           |           | Aynara    | Aynara    |           |           |
| Javier       | Hernán    |           |           |           |           |           |           |           |           |            |           |           |           |           |           |           |           |           |
| Alex         |           |           |           |           |           |           |           | Oriana    | Oriana    | Oriana     | Oriana    | Oriana    | Oriana    | Oriana    | Oriana    |           |           |           |
| Alex         | Sebastián | Adriana   | Adriana   | Hernán    | Tony      | Tony      | Tony      | Tony      |           |            |           |           |           |           |           |           |           |           |
| Michelle     |           |           |           |           |           |           |           |           |           |            | Pedro     | Pedro     | Aylén     | Sebastián |           |           |           |           |
| Michelle     | Romina    | Romina    | Marco     | Julia     |           |           |           |           |           |            |           |           |           |           |           |           |           |           |
| Junior       | Camila C. | Camila C. | Camila C. | Camila C. | Camila C. | Camila C. | Camila C. | Camila C. | Camila C. | Camila C.  | Camila C. | Camila C. | Camila C. |           |           |           |           |           |
| Junior       | Pilar M.  | Romina    | Juventino | Hernán    | Liz       | Julia     | Romina    | Hernán    | Liz       | Nicole/Liz | Liz       | Liz       | [ n 6 ]   |           |           |           |           |           |
| Camila C.    | Junior    | Junior    | Junior    | Junior    | Junior    | Junior    | Junior    | Junior    | Junior    | Junior     | Junior    | Junior    | Junior    |           |           |           |           |           |
| Camila C.    | Pilar M.  | Romina    | Juventino | Hernán    | Liz       | Julia     | Romina    | Hernán    | Liz       | Nicole/Liz | Liz       | Liz       | [ n 6 ]   |           |           |           |           |           |
| Adriana      |           |           |           |           |           |           | Nicole    | Eduardo   | Alex      | Alex       | Eduardo   | Eduardo   |           |           |           |           |           |           |
| Adriana      | Tony      | Pilar M.  | Oriana    | Oriana    | Pilar M.  | Pilar M.  |           |           |           |            |           |           |           |           |           |           |           |           |
| Agustina     |           |           |           |           |           |           |           |           |           | Julia      |           |           |           |           |           |           |           |           |
| Agustina     | Michael   |           |           |           |           |           |           |           |           |            |           |           |           |           |           |           |           |           |
| Nicole       | Hernán    |           | Denisse   | Romina    | Aylén     | Tony      | Tony      | Tony      | Tony      | Junior     |           |           |           |           |           |           |           |           |
| Nicole       | Camila R. | Eduardo   | Tony      | Leandro   | Hernán    | Adriana   | Romina    | Hernán    | Mila      |            |           |           |           |           |           |           |           |           |
| Diego        |           |           |           |           |           |           |           |           | Eduardo   |            |           |           |           |           |           |           |           |           |
| Diego        | Pilar M.  |           |           |           |           |           |           |           |           |            |           |           |           |           |           |           |           |           |
| Danilo       | Stefanie  | Stefanie  | Stefanie  | Stefanie  | Stefanie  | Stefanie  | Stefanie  |           |           |            |           |           |           |           |           |           |           |           |
| Danilo       | Juventino | Pilar M.  | Miguel    | Pilar R.  | Hernán    | Miguel    | Hernán    |           |           |            |           |           |           |           |           |           |           |           |
| Stefanie     | Danilo    | Danilo    | Danilo    | Danilo    | Danilo    | Danilo    | Danilo    |           |           |            |           |           |           |           |           |           |           |           |
| Stefanie     | Juventino | Pilar M.  | Miguel    | Pilar R.  | Hernán    | Miguel    | Hernán    |           |           |            |           |           |           |           |           |           |           |           |
| Miguel       | Flaviana  | Eugenia   | Danilo    | Camila    | Eugenia   | Danilo    |           |           |           |            |           |           |           |           |           |           |           |           |
| Miguel       | Juan José | Matías    | Stefanie  | Michael   | Matías    | Stefanie  |           |           |           |            |           |           |           |           |           |           |           |           |
| Denisse      | Eduardo   | Eduardo   | Eduardo   | Eduardo   | Eduardo   |           |           |           |           |            |           |           |           |           |           |           |           |           |
| Denisse      | Michael   | Liz       | Nicole    | Pilar M.  | Pilar M.  |           |           |           |           |            |           |           |           |           |           |           |           |           |
| Camila R.    | Nicole    | Hernán    | Hernán    | Michael   | Michael   |           |           |           |           |            |           |           |           |           |           |           |           |           |
| Camila R.    | Hernán    | Michael   | Michael   | Miguel    | Sebastián |           |           |           |           |            |           |           |           |           |           |           |           |           |
| Pilar R.     | Oriana    | Oriana    | Tony      | Danilo    |           |           |           |           |           |            |           |           |           |           |           |           |           |           |
| Pilar R.     | Tony      | Tony      | Pilar M.  | Stefanie  |           |           |           |           |           |            |           |           |           |           |           |           |           |           |
| Flaviana     | Juan José | Juan José | Juan José |           |           |           |           |           |           |            |           |           |           |           |           |           |           |           |
| Flaviana     | Miguel    | Juventino | Romina    |           |           |           |           |           |           |            |           |           |           |           |           |           |           |           |
| Juan José    | Flaviana  | Flaviana  | Flaviana  |           |           |           |           |           |           |            |           |           |           |           |           |           |           |           |
| Juan José    | Miguel    | Juventino | Romina    |           |           |           |           |           |           |            |           |           |           |           |           |           |           |           |
| Juventino    | Danilo    | Flaviana  | Camila C. |           |           |           |           |           |           |            |           |           |           |           |           |           |           |           |
| Juventino    | Stefanie  | Juan José | Junior    |           |           |           |           |           |           |            |           |           |           |           |           |           |           |           |

- En Cursiva, los "jotes" o solteros de la semana.

Notas

1. 1 2  Aylén y Marco al obtener inmunidad no pueden ser joteados.
2. 1 2  Eduardo y Pilar M. por esta semana no tienen jote, quedando automáticamente nominados.
3. 1 2  Oriana y Tony por esta semana no tienen jote, quedando automáticamente nominados.
4. ↑  Leandro por esta semana es "Súper jote", el cual puede jotear a todas las parejas libremente.
5. 1 2  Eugenia y Matías por esta semana no tienen jote, quedando automáticamente nominados.
6. 1 2  Junior y Mila por esta semana no tienen jote, quedando automáticamente nominados.

## Posiciones en la «Competencia de solteros»
Cada semana solteros y solteras, se enfrentaban en competencias individuales para ganar el derecho y la prioridad de elegir a la pareja que quieran jotear.
| Posición    | Semana  | Semana  | Semana    | Semana   | Semana    | Semana   | Semana  | Semana    | Semana  | Semana  | Semana    | Semana  | Semana    | Semana    | Semana  | Semana  |
| Posición    | 1       | 1       | 2         | 2        | 3         | 3        | 4       | 4         | 5       | 5       | 6         | 6       | 7         | 7         | 8       | 8       |
| Posición    | Hombres | Mujeres | Hombres   | Mujeres  | Hombres   | Mujeres  | Hombres | Mujeres   | Hombres | Mujeres | Hombres   | Mujeres | Hombres   | Mujeres   | Hombres | Mujeres |
| ----------- | ------- | ------- | --------- | -------- | --------- | -------- | ------- | --------- | ------- | ------- | --------- | ------- | --------- | --------- | ------- | ------- |
| 1.er Lugar: | S/C     | S/C     | Miguel    | Liz      | Miguel    | Pilar M. | Marco   | Nicole    | Miguel  | Nicole  | Marco     | Romina  | Marco     | Romina    | Hernán  | Julia   |
| 2.do Lugar: | S/C     | S/C     | Marco     | Pilar M. | Marco     | Romina   | Miguel  | Liz       | Marco   | Liz     | Sebastián |         | Sebastián | Julia     | Marco   | Adriana |
| 3.er Lugar: | S/C     | S/C     | Juventino | Pilar R. | Juventino |          | Hernán  | Pilar M.  | Hernán  |         | Hernán    | Hernán  |           | Sebastián | Romina  |         |
| 4.to Lugar: | S/C     | S/C     | Michael   | Romina   | Michael   |          |         | Sebastián | Miguel  |         |           |         |           |           |         |         |

| Posición    | Semana  | Semana  | Semana  | Semana  | Semana    | Semana  | Semana    | Semana   | Semana    | Semana   | Semana  | Semana   | Semana  | Semana  | Semana  | Semana  |
| Posición    | 9       | 9       | 10      | 10      | 11        | 11      | 12        | 12       | 13        | 13       | 14      | 14       | 15      | 15      | 16      | 16      |
| Posición    | Hombres | Mujeres | Hombres | Mujeres | Hombres   | Mujeres | Hombres   | Mujeres  | Hombres   | Mujeres  | Hombres | Mujeres  | Hombres | Mujeres | Hombres | Mujeres |
| ----------- | ------- | ------- | ------- | ------- | --------- | ------- | --------- | -------- | --------- | -------- | ------- | -------- | ------- | ------- | ------- | ------- |
| 1.er Lugar: | Pedro   | Julia   | Pedro   | Romina  | Sebastián | Adriana | Leandro   | Liz      | Leandro   | Liz      | Michael | Liz      | Leandro | Liz     | Leandro | Liz     |
| 2.do Lugar: | Hernán  | Romina  | Hernán  | Adriana | Tony      | Liz     | Hernán    | Michelle | Sebastián | Michelle | Leandro | Michelle | Michael |         | Michael | Melina  |
| 3.er Lugar: |         | Adriana |         | Liz     | Hernán    |         | Sebastián | Adriana  | Tony      |          | Hernán  |          | Hernán  | Tony    |         |         |
| 4.to Lugar: |         |         |         | Tony    |           |         | Tony      | Tony     | Hernán    |          |         |          |         |         |         |         |

| Posición    | Semana  | Semana  |
| Posición    | 17      | 17      |
| Posición    | Hombres | Mujeres |
| ----------- | ------- | ------- |
| 1.er Lugar: | Hernán  | Melina  |
| 2.do Lugar: | Leandro |         |
| 3.er Lugar: | Michael |         |

Notas
1. 1 2  Liz no participa en la competencia individual por una prescripción médica.
2. ↑  Pilar R. no participa en la competencia individual por una prescripción médica.
3. ↑  Pilar M. no participa en la competencia individual por una prescripción médica.
4. ↑  Hernán no participa en la competencia individual por una prescripción médica.

## Posiciones en la «Competencia individual»
Cada semana los tríos se enfrentaban en competencias individuales para así conocer al nuevo trío nominado para la eliminación. Cabe mencionar que la competencia se realiza dependiendo del sexo representante del trío, según decida producción.
| Posición    | Semana | Semana    | Semana   | Semana  | Semana   | Semana   | Semana    | Semana   | Semana  | Semana  | Semana | Semana  | Semana   | Semana    | Semana | Semana    | Semana    | Semana   | Semana    |
| Posición    | 1      | 2         | 3        | 4       | 5        | 6        | 7         | 8        | 9       | 10      | 11     | 12      | 13       | 14        | 15     | 16        | 17        | 18       | 19        |
| ----------- | ------ | --------- | -------- | ------- | -------- | -------- | --------- | -------- | ------- | ------- | ------ | ------- | -------- | --------- | ------ | --------- | --------- | -------- | --------- |
| 1.er Lugar: | S/C    | Leandro   | Camila   | Eduardo | Nicole   | Romina   | Michael   | Julia    | Pedro   | Romina  | Mila   | Pedro   | Romina   | Pedro     | Julia  | Pedro     | Pedro     | Liz      | Sebastián |
| 2.do Lugar: | S/C    | Eduardo   | Pilar M. | Tony    | Stefanie | Mila     | Marco     | Mila     | Eduardo | Adriana | Julia  | Michael | Pilar M. | Sebastián | Aylén  | Javier    | Sebastián | Romina   | Marco     |
| 3.er Lugar: | S/C    | Danilo    | Aylén    | Leandro | Camila   | Stefanie | Sebastián | Pilar M. | Alex    | Mila    | Oriana | Junior  | Eugenia  | Tony      | Liz    | Sebastián | Michael   | Aylén    | Michael   |
| 4.to Lugar: | S/C    | Junior    | Romina   | Miguel  | Eugenia  | Nicole   | Hernán    | Nicole   | Junior  | Aylén   | Romina | Tony    | Oriana   | Michael   | Oriana | Matías    | Tony      | Pilar M. | Pedro     |
| 5.to Lugar: | S/C    | Tony      | Liz      |         | Denisse  |          |           |          |         |         |        | Marco   | Aylén    | Matías    | Aynara |           |           |          |           |
| 6.to Lugar: | S/C    | Juan José | Nicole   |         |          |          |           |          |         |         |        |         |          |           |        |           |           |          |           |

Notas
1. ↑  El trío naranja no participa en la competencia individual por decisión de Sebastián Ramírez.

## Votos del «Cara a cara»

### Semana 1-17
| Semana:              | 1                         | 2                            | 3                      | 4                        | 5                        | 6                          | 7                      | 8                        | 9                      | 10                     | 11                       | 12                       | 13                      | 14                       | 15                   | 16                       | 17                   |
| -------------------- | ------------------------- | ---------------------------- | ---------------------- | ------------------------ | ------------------------ | -------------------------- | ---------------------- | ------------------------ | ---------------------- | ---------------------- | ------------------------ | ------------------------ | ----------------------- | ------------------------ | -------------------- | ------------------------ | -------------------- |
| Inmunes:             | Flaviana Juan José Miguel | Eugenia Matías Miguel        | Sin inmunes            | Danilo Pilar R. Stefanie | Sin inmunes              | Aylén Leandro Marco        | Junior Mila Romina     | Aylén Marco Pedro        | Sin inmunes            | Sin inmunes            | Adriana Eduardo Pilar M. | Leandro                  | Sin inmunes             | Sin inmunes              | Sin inmunes          | Aylén Marco              | Sin inmunes          |
| Aylén                | Michael                   | Oriana                       | Hernán                 | Denisse                  | —                        | Romina                     | Julia                  | Julia                    | Michael                | Eduardo                | Michael                  | Michelle                 | Leandro                 | Michelle                 | Leandro              | Melina                   | Sebastián            |
| Eduardo              | Danilo                    | Oriana                       | Pilar M.               | Leandro                  | —                        | Danilo                     | Julia                  | Junior                   | Oriana                 | Alex                   | Alex                     | Junior                   | Leandro                 | Sebastián                | Leandro              | Hernán                   | Sebastián            |
| Julia                |                           |                              |                        |                          |                          | Danilo                     | Marco                  | Pilar M.                 | Diego                  | Hernán                 | Alex                     | Junior                   | Oriana                  | Michael                  | Oriana               | Pedro                    | Pedro                |
| Liz                  | Leandro                   | Leandro                      | Leandro                | Denisse                  | —                        | Danilo                     | Sebastián              | Eduardo                  | Michael                | Alex                   | Julia                    | Michelle                 | Pilar M.                | Michelle                 | Leandro              | Javier                   | Pedro                |
| Marco                | Danilo                    | Denisse                      | Hernán                 | Denisse                  | —                        | Junior                     | Julia                  | Adriana                  | Michael                | Eduardo                | Michael                  | Michelle                 | Leandro                 | Michelle                 | Leandro              | Melina                   | Sebastián            |
| Michael              | Danilo                    | Oriana                       | Leandro                | Leandro                  | —                        | Danilo                     | Sebastián              | Hernán                   | Oriana                 | Alex                   | Alex                     | Junior                   | Oriana                  | Alex                     | Alex                 | Hernán                   | Sebastián            |
| Oriana               | Michael                   | Eduardo                      |                        |                          |                          |                            |                        | Eduardo                  | Diego                  | Eduardo                | Michael                  | Michelle                 | Leandro                 | Michelle                 | Leandro              | Melina                   | Pedro                |
| Pedro                |                           |                              |                        |                          |                          |                            |                        | Michael                  | Oriana                 | Oriana                 | Hernán                   | Junior                   | Oriana                  | Marco                    | Oriana               | Hernán                   | Pilar M.             |
| Pilar M.             | Danilo                    | Oriana                       | Hernán                 | Leandro                  | —                        | Danilo                     | Julia                  | Julia                    | Oriana                 | Alex                   | Alex                     | Junior                   | Leandro                 | Sebastián                | Leandro              | Hernán                   | Sebastián            |
| Romina               |                           | Danilo                       | Leandro                | Aylén                    | —                        | Danilo                     | Julia                  | Julia                    | Diego                  | Alex                   | Julia                    | Junior                   | Oriana                  | Michael                  | Leandro              | Hernán                   | Julia                |
| Sebastián            |                           |                              |                        |                          | —                        | Romina                     | Michael                | Pilar M.                 |                        | Alex                   | Alex                     | Alex                     | Oriana                  | Alex                     | Oriana               | Hernán                   | Pilar M.             |
| Tony                 | Michael                   | Junior                       | Hernán                 | Denisse                  | —                        | Romina                     | Julia                  | Adriana                  | Adriana                | Eduardo                | Michael                  | Michelle                 | Leandro                 | Michelle                 | Leandro              | Melina                   | Sebastián            |
| Hernán               | Danilo                    | Oriana                       | Pilar M.               | Leandro                  | —                        | Danilo                     | Julia                  | Adriana                  | Diego                  | Alex                   | Mila                     | Michelle                 | Leandro                 | Michelle                 | Leandro              | Melina                   | Sebastián            |
| Melina               |                           |                              |                        |                          |                          |                            |                        |                          |                        |                        |                          |                          |                         |                          | Oriana               | Hernán                   | Julia                |
| Leandro              | Michael                   | Oriana                       | Hernán                 | Denisse                  | —                        | Romina                     | [ n 5 ]                |                          |                        |                        |                          | Julia                    | Oriana                  | Julia                    | Oriana               | Hernán                   | Eduardo              |
| Eugenia              | Pilar M.                  | Stefanie                     | Hernán                 | Denisse                  | —                        |                            |                        |                          |                        |                        |                          |                          | Oriana                  | Oriana                   | Oriana               | Hernán                   | Julia                |
| Matías               | Michael                   | Oriana                       | Hernán                 | Denisse                  | —                        |                            |                        |                          |                        |                        |                          |                          | Oriana                  | Oriana                   | Oriana               | Hernán                   | Pilar M.             |
| Aynara               |                           |                              |                        |                          |                          |                            |                        |                          |                        |                        |                          |                          |                         |                          | Leandro              | Melina                   |                      |
| Javier               |                           |                              |                        |                          |                          |                            |                        |                          |                        |                        |                          |                          |                         |                          | Leandro              | Melina                   |                      |
| Alex                 |                           |                              |                        |                          |                          |                            |                        | Pilar M.                 | Diego                  | Eduardo                | Michael                  | Michelle                 | Leandro                 | Michelle                 | Leandro              |                          |                      |
| Michelle             |                           |                              |                        |                          |                          |                            |                        |                          |                        |                        | Alex                     | Junior                   | Oriana                  | Oriana                   |                      |                          |                      |
| Junior               | Marco                     | Eduardo                      | Pilar M.               | Leandro                  | —                        | Danilo                     | Julia                  | Adriana                  | Alex                   | Adriana                | Alex                     | Michelle                 | Matias                  |                          |                      |                          |                      |
| Mila                 | Stefanie                  | Stefanie                     | Leandro                | Leandro                  | —                        | Danilo                     | Marco                  | Eduardo                  | Diego                  | Alex                   | Alex                     | Michelle                 | Eduardo                 |                          |                      |                          |                      |
| Adriana              |                           |                              |                        |                          |                          |                            | Pilar M.               | Junior                   | Diego                  | Eduardo                | Junior                   | Junior                   |                         |                          |                      |                          |                      |
| Agustina             |                           |                              |                        |                          |                          |                            |                        |                          |                        | Alex                   |                          |                          |                         |                          |                      |                          |                      |
| Nicole               | Matías                    |                              | Hernán                 | Leandro                  | —                        | Romina                     | Julia                  | Adriana                  | Oriana                 | [ n 5 ]                |                          |                          |                         |                          |                      |                          |                      |
| Diego                |                           |                              |                        |                          |                          |                            |                        |                          | Oriana                 |                        |                          |                          |                         |                          |                      |                          |                      |
| Danilo               | Michael                   | Oriana                       | Hernán                 | Denisse                  | —                        | Romina                     | Aylén                  |                          |                        |                        |                          |                          |                         |                          |                      |                          |                      |
| Stefanie             | Michael                   | Oriana                       | Hernán                 | Denisse                  | —                        | Romina                     | Aylén                  |                          |                        |                        |                          |                          |                         |                          |                      |                          |                      |
| Miguel               | Leandro                   | Romina                       | Hernán                 | Denisse                  | —                        | Romina                     |                        |                          |                        |                        |                          |                          |                         |                          |                      |                          |                      |
| Denisse              | Danilo                    | Oriana                       | Pilar M.               | Leandro                  | —                        |                            |                        |                          |                        |                        |                          |                          |                         |                          |                      |                          |                      |
| Camila               | Danilo                    | Oriana                       | Leandro                | Leandro                  | —                        |                            |                        |                          |                        |                        |                          |                          |                         |                          |                      |                          |                      |
| Pilar R.             | Stefanie                  | Stefanie                     | Hernán                 | Leandro                  |                          |                            |                        |                          |                        |                        |                          |                          |                         |                          |                      |                          |                      |
| Flaviana             | Aylén                     | Oriana                       | Pilar M.               |                          |                          |                            |                        |                          |                        |                        |                          |                          |                         |                          |                      |                          |                      |
| Juan José            | Pilar M.                  | Oriana                       | Eugenia                |                          |                          |                            |                        |                          |                        |                        |                          |                          |                         |                          |                      |                          |                      |
| Juventino            | Michael                   | Oriana                       | Danilo                 |                          |                          |                            |                        |                          |                        |                        |                          |                          |                         |                          |                      |                          |                      |
| Trío Nominado Extra: | Sin nominados             | Sin nominados                | Junior Juventino Mila  | Eugenia Liz Matías       | Junior Liz Mila          | Sin nominados              | Sin nominados          | Sin nominados            | Aylén Marco Romina     | Sin nominados          | Sin nominados            | Sin nominados            | Junior Mila             | Sin nominados            | Eduardo Pilar M.     | Oriana Tony              | Eugenia Matías       |
| Trío Nominado 1:     | Camila Nicole Hernán      | Camila Hernán Michael        | Danilo Miguel Stefanie | Hernán Junior Mila       | Marco Romina Tony        | Eduardo Pilar M. Sebastián | Adriana Nicole Tony    | Alex Oriana Sebastián    | Hernán Nicole Tony     | Agustina Julia Michael | Aylén Marco Tony         | Adriana Eduardo Pilar M. | Julia Michael Sebastián | Eduardo Hernán Pilar M.  | Melina Romina Pedro  | Eduardo Michael Pilar M. | Aylén Leandro Marco  |
| Trío Nominado 2:     | Sin nominados             | Flaviana Juan José Juventino | Denisse Eduardo Nicole | Camila Michael Miguel    | Denisse Eduardo Pilar M. | Hernán Nicole Tony         | Danilo Hernán Stefanie | Nicole Romina Tony       | Junior Liz Mila        | Aylén Marco Tony       | Michelle Pedro Romina    | Aylén Hernán Marco       | Aylén Marco Michelle    | Eugenia Liz Matías       | Aynara Hernán Javier | Eugenia Leandro Matías   | Tony Melina Oriana   |
| Trío Nominado 3:     | Michael 8/24 votos        | Oriana 14/24 votos           | Hernán 12/24 votos     | Denisse 10/21 votos      | Sin nominados            | Danilo 9/18 votos          | Julia 9/17 votos       | Adriana 5/18 votos       | Diego 7/18 votos       | Adriana 1/18 votos     | Alex 8/18 votos          | Michelle 9/19 votos      | Oriana 9/21 votos       | Julia 1/18 votos         | Julia 0/20 votos     | Aynara 0/19 votos        | Julia 3/17 votos     |
| Trío Nominado 3:     | Denisse 0/24 votos        | Pilar R. 0/24 votos          | Camila 0/24 votos      | Eduardo 0/21 votos       | Sin nominados            | Miguel 0/18 votos          | Liz 0/17 votos         | Eduardo 3/18 votos       | Eduardo 0/18 votos     | Alex 9/18 votos        | Hernán 1/18 votos        | Pedro 0/19 votos         | Alex 0/21 votos         | Michelle 7/18 votos      | Leandro 12/20 votos  | Hernán 10/19 votos       | Liz 0/17 votos       |
| Trío Nominado 3:     | Eduardo 0/24 votos        | Tony 0/24 votos              | Michael 0/24 votos     | Pilar M. 0/21 votos      | Sin nominados            | Stefanie 0/18 votos        | Michael 1/17 votos     | Pilar M. 3/18 votos      | Pilar M. 0/18 votos    | Oriana 1/18 votos      | Oriana 0/18 votos        | Romina 0/19 votos        | Tony 0/21 votos         | Sebastián 2/18 votos     | Sebastián 0/20 votos | Javier 1/19 votos        | Sebastián 7/17 votos |
| Trío Duelista 1:     | Camila Nicole Hernán      | Camila Hernán Michael        | Junior Juventino Mila  | Camila Michael Miguel    | Marco Romina Tony        | Eduardo Pilar M. Sebastián | Danilo Hernán Stefanie | Alex Oriana Sebastián    | Hernán Nicole Tony     | Agustina Julia Michael | Michelle Pedro Romina    | Adriana Eduardo Pilar M. | Junior Mila             | Eduardo Hernán Pilar M.  | Eduardo Pilar M.     | Eugenia Leandro Matías   | Eugenia Matías       |
| Trío Duelista 2:     | Denisse Eduardo Michael   | Oriana Pilar R. Tony         | Danilo Miguel Stefanie | Denisse Eduardo Pilar M. | Denisse Eduardo Pilar M. | Danilo Miguel Stefanie     | Julia Liz Michael      | Adriana Eduardo Pilar M. | Diego Eduardo Pilar M. | Adriana Alex Oriana    | Alex Hernán Oriana       | Michelle Pedro Romina    | Julia Michael Sebastián | Julia Michelle Sebastián | Aynara Hernán Javier | Aynara Hernán Javier     | Julia Liz Sebastián  |
| Eliminado:           | Nicole                    | Sin eliminado                | Juventino              | Sin eliminado            | Denisse                  | Miguel                     | Danilo Stefanie        | Sebastián                | Hernán                 | Agustina               | Sin eliminado            | Adriana                  | Junior Mila             | Michelle                 | Hernán               | Aynara Javier            | Eugenia Matías       |

1. ↑  Durante la semana 2 no hubo eliminación debido a que Oriana decidió abandonar la competencia.
2. ↑  Sin eliminado debido a que Pilar Ruiz decide abandonar la competencia cediendo su lugar a la posible eliminada.
3. ↑  Durante la semana 5 no hubo «Cara a cara» debido a la expulsión de Camila y Eugenia.
4. ↑  Sin eliminado debido a un error en la prueba de eliminación.
5. 1 2  Abandona en la respectiva semana, horas/días antes de la nominación en la cuál debía votar.
6. ↑  Danilo, Pilar R., y Stefanie debieron desempatar entre los tríos de Denisse y Leandro. Ellos votaron al trío de Denisse.

### Semana 18-19
| Semana:            | 18                | 19                   |
| ------------------ | ----------------- | -------------------- |
| Inmunes:           | Oriana Tony       | Sin inmunes          |
| Aylén              | Romina            | Sebastián            |
| Liz                | Pedro             | Sebastián            |
| Marco              | Romina            | Sebastián            |
| Michael            | Pedro             | Sebastián            |
| Oriana             | Romina            | Sebastián            |
| Pedro              | Marco             | Aylén                |
| Romina             | Michael           | Aylén                |
| Tony               | Romina            | Sebastián            |
| Julia              | Romina            | Marco                |
| Sebastián          | Liz               | Aylén                |
| Pilar M.           | Marco             |                      |
| Eduardo            | Romina            |                      |
| Pareja Nominada 1: | Julia Sebastián   | Oriana Tony          |
| Pareja Nominada 1: | Eduardo Pilar M.  | Pedro Romina         |
| Pareja Nominada 3: | Pedro 2/12 votos  | Julia 0/10 votos     |
| Pareja Nominada 3: | Romina 6/12 votos | Sebastián 6/10 votos |
| Pareja Duelista 1: | Julia Sebastián   | Pedro Romina         |
| Pareja Duelista 2: | Eduardo Pilar M.  | Julia Sebastián      |
| Eliminados:        | Eduardo Pilar M.  | Julia Sebastián      |

## «Competencia de tríos» / «Competencia de parejas» (Desafío de inmunidad)
Cada semana se realiza una competencia de tríos (semana 1-17) o una competencia de parejas (semana 18-en adelante) en donde el trío o la pareja ganador(a) de este desafío se convierte en el/la inmune de la semana. Este no podrá ser nominado y disfrutará de algunos beneficios.
| Semana | Trío Ganador                                    | Tipo de desafío                   |
| ------ | ----------------------------------------------- | --------------------------------- |
| 1      | Juan José Morales/Miguel Arce/Flaviana Seeling  | Agilidad y velocidad              |
| 2      | Eugenia Lemos/Matías Kosznik/Miguel Arce        | Habilidad y concentración         |
| 3      | Pilar Moraga/Pilar Ruiz/Tony Spina              | Memoria y velocidad               |
| 4      | Danilo Rodríguez/Pilar Ruiz/Stefanie Klempau    | Habilidad y resistencia           |
| 5      | Denisse Campos/Eduardo Rheinen/Pilar Moraga     | Habilidad, agilidad y resistencia |
| 6      | Aylén Milla/Leandro Penna/Marco Ferri           | Agilidad y coordinación           |
| 7      | Camila Correa/José Luis Concha/Romina Ansaldo   | Agilidad e inteligencia           |
| 8      | Aylén Milla/Marco Ferri/Pedro Astorga           | Habilidad y coordinación          |
| 9      | Adriana Barrientos/Alex Consejo/Oriana Marzoli  | Habilidad y equilibrio            |
| 10     | Aylén Milla/Marco Ferri/Tony Spina              | Agilidad y habilidad              |
| 11     | Adriana Barrientos/Eduardo Rheinen/Pilar Moraga | Habilidad y resistencia           |
| 12     | Camila Correa/José Luis Concha/Liz Emiliano     | Habilidad y equilibrio            |
| 13     | Alex Consejo/Oriana Marzoli/Tony Spina          | Coordinación y habilidad          |
| 14     | Leandro Penna/Pedro Astorga/Romina Ansaldo      | Agilidad y precisión              |
| 15     | Alex Consejo/Oriana Marzoli/Tony Spina          | Habilidad y resistencia           |
| 16     | Julia Fernández/Liz Emiliano/Sebastián Ramírez  | Habilidad y equilibrio            |
| 17     | Julia Fernández/Liz Emiliano/Sebastián Ramírez  | Habilidad y coordinación          |
| 18     | Oriana Marzoli/Tony Spina                       | Habilidad                         |
| 19     | Pedro Astorga/Romina Ansaldo                    | Habilidad y coordinación          |

## «Voto del público» (Participante favorito)
El público constantemente se encuentra enviando mensajes de texto apoyando a sus participantes favoritos. Esto tiene como consecuencia que, a partir de la semana 2, el participante más votado se salve junto a su trío de ir a duelo de eliminación. 
| Semana | En riesgo                  | En riesgo                    | En riesgo                | En riesgo                | Salvado por el público          |
| ------ | -------------------------- | ---------------------------- | ------------------------ | ------------------------ | ------------------------------- |
| 2      | Camila/Hernán/Michael      | Flaviana/Juan José/Juventino | Oriana/Pilar R./Tony     |                          | Flaviana Seeling                |
| 3      | Junior/Juventino/Mila      | Danilo/Miguel/Stefanie       | Denisse/Eduardo/Nicole   | Camila/Hernán/Michael    | Nicole Moreno Michael Murtagh   |
| 4      | Eugenia/Liz/Matías         | Hernán/Junior/Mila           | Camila/Michael/Miguel    | Denisse/Eduardo/Pilar M. | José Luis Concha Eugenia Lemos  |
| 5      | Junior/Liz/Mila            | Marco/Romina/Tony            | Denisse/Eduardo/Pilar M. |                          | José Luis Concha                |
| 6      | Eduardo/Pilar M./Sebastián | Hernán/Nicole/Tony           | Danilo/Miguel/Stefanie   | Nicole Moreno            |                                 |
| 7      | Adriana/Nicole/Tony        | Danilo/Hernán/Stefanie       | Julia/Liz/Michael        | Nicole Moreno            |                                 |
| 8      | Alex/Oriana/Sebastián      | Nicole/Romina/Tony           | Adriana/Eduardo/Pilar M. | Tony Spina               |                                 |
| 9      | Aylén/Marco/Romina         | Hernán/Nicole/Tony           | Junior/Liz/Mila          | Diego/Eduardo/Pilar M.   | Marco Ferri José Luis Concha    |
| 10     | Agustina/Julia/Michael     | Aylén/Marco/Tony             | Adriana/Alex/Oriana      |                          | Marco Ferri                     |
| 11     | Aylén/Marco/Tony           | Michelle/Pedro/Romina        | Alex/Hernán/Oriana       | Marco Ferri              |                                 |
| 12     | Adriana/Eduardo/Pilar M.   | Aylén/Hernán/Marco           | Michelle/Pedro/Romina    | Marco Ferri              |                                 |
| 13     | Junior/Mila                | Julia/Michael/Sebastián      | Aylén/Marco/Michelle     | Alex/Oriana/Tony         | Marco Ferri Tony Spina          |
| 14     | Eduardo/Hernán/Pilar M.    | Eugenia/Liz/Matías           | Julia/Michelle/Sebastián |                          | Liz Emiliano                    |
| 15     | Eduardo/Pilar M.           | Melina/Pedro/Romina          | Aynara/Hernán/Javier     | Julia/Leandro/Sebastián  | Pedro Astorga Sebastián Ramírez |
| 16     | Oriana/Tony                | Eduardo/Michael/Pilar M.     | Eugenia/Leandro/Matías   | Aynara/Hernán/Javier     | Tony Spina Eduardo Rheinen      |
| 17     | Eugenia/Matías             | Aylén/Leandro/Marco          | Tony/Melina/Oriana       | Julia/Liz/Sebastián      | Marco Ferri Tony Spina          |
| 18     | Julia/Sebastián            | Eduardo/Pilar M.             | Pedro/Romina             |                          | Pedro Astorga                   |
| 19     | Oriana/Tony                | Pedro/Romina                 | Julia/Sebastián          | Tony Spina               |                                 |

## Competencias
"Amor a prueba"  se basa prácticamente en competencias en las cuales se prueba a los tríos en fuerza, velocidad, habilidad, equilibrio, etc. Para hacer pruebas de estas, se conforman tríos, identificados con un color, y se baten en competencias para no eliminar a uno de sus integrantes y permanecer en "El Nido".
| Semana | En riesgo                  | En riesgo                    | En riesgo                | En riesgo                  | Trío Duelista 1          | Trío Duelista 2          | Tipo de duelo             | Eliminado        |
| ------ | -------------------------- | ---------------------------- | ------------------------ | -------------------------- | ------------------------ | ------------------------ | ------------------------- | ---------------- |
| 1      |                            |                              |                          |                            | Camila/Nicole/Hernán     | Denisse/Eduardo/Michael  | Fuerza y resistencia      | Nicole           |
| 2      | Camila/Hernán/Michael      | Flaviana/Juan José/Juventino | Oriana/Pilar R./Tony     |                            | Camila/Hernán/Michael    | Oriana/Pilar R./Tony     | Sin duelo                 | Sin eliminado    |
| 3      | Junior/Juventino/Mila      | Danilo/Miguel/Stefanie       | Denisse/Eduardo/Nicole   | Camila/Hernán/Michael      | Junior/Juventino/Mila    | Danilo/Miguel/Stefanie   | Fuerza y tenacidad        | Juventino        |
| 4      | Eugenia/Liz/Matías         | Hernán/Junior/Mila           | Camila/Michael/Miguel    | Denisse/Eduardo/Pilar M.   | Camila/Michael/Miguel    | Denisse/Eduardo/Pilar M. | Resistencia               | Sin eliminado    |
| 5      | Junior/Liz/Mila            | Marco/Romina/Tony            | Denisse/Eduardo/Pilar M. |                            | Marco/Romina/Tony        | Denisse/Eduardo/Pilar M. | Fuerza y resistencia      | Denisse          |
| 6      | Eduardo/Pilar M./Sebastián | Hernán/Nicole/Tony           | Danilo/Miguel/Stefanie   | Eduardo/Pilar M./Sebastián | Danilo/Miguel/Stefanie   | Fuerza y resistencia     | Miguel                    |                  |
| 7      | Adriana/Nicole/Tony        | Danilo/Hernán/Stefanie       | Julia/Liz/Michael        | Danilo/Hernán/Stefanie     | Julia/Liz/Michael        | Habilidad y equilibrio   | Danilo/Stefanie           |                  |
| 8      | Alex/Oriana/Sebastián      | Nicole/Romina/Tony           | Adriana/Eduardo/Pilar M. | Alex/Oriana/Sebastián      | Adriana/Eduardo/Pilar M. | Habilidad                | Sebastián                 |                  |
| 9      | Aylén/Marco/Romina         | Hernán/Nicole/Tony           | Junior/Liz/Mila          | Diego/Eduardo/Pilar M.     | Hernán/Nicole/Tony       | Diego/Eduardo/Pilar M.   | Habilidad y destreza      | Hernán           |
| 10     | Agustina/Julia/Michael     | Aylén/Marco/Tony             | Adriana/Alex/Oriana      |                            | Agustina/Julia/Michael   | Adriana/Alex/Oriana      | Habilidad y rapidez       | Agustina         |
| 11     | Aylén/Marco/Tony           | Michelle/Pedro/Romina        | Alex/Hernán/Oriana       | Michelle/Pedro/Romina      | Alex/Hernán/Oriana       | Habilidad y resistencia  | Sin eliminado             |                  |
| 12     | Adriana/Eduardo/Pilar M.   | Aylén/Hernán/Marco           | Michelle/Pedro/Romina    | Adriana/Eduardo/Pilar M.   | Michelle/Pedro/Romina    | Habilidad                | Adriana                   |                  |
| 13     | Junior/Mila                | Julia/Michael/Sebastián      | Aylén/Marco/Michelle     | Alex/Oriana/Tony           | Julia/Michael/Sebastián  | Junior/Mila              | Agilidad                  | Junior/Mila      |
| 14     | Eduardo/Hernán/Pilar M.    | Eugenia/Liz/Matías           | Julia/Michelle/Sebastián |                            | Eduardo/Hernán/Pilar M.  | Julia/Michelle/Sebastián | Habilidad                 | Michelle         |
| 15     | Eduardo/Pilar M.           | Melina/Romina/Pedro          | Aynara/Hernán/Javier     | Julia/Leandro/Sebastián    | Eduardo/Pilar M.         | Aynara/Hernán/Javier     | Habilidad                 | Hernán           |
| 16     | Oriana/Tony                | Eduardo/Michael/Pilar M.     | Eugenia/Leandro/Matías   | Aynara/Hernán/Javier       | Eugenia/Leandro/Matías   | Aynara/Hernán/Javier     | Habilidad y concentración | Aynara/Javier    |
| 17     | Eugenia/Matías             | Aylén/Leandro/Marco          | Tony/Melina/Oriana       | Julia/Liz/Sebastián        | Eugenia/Matías           | Julia/Liz/Sebastián      | Habilidad                 | Eugenia/Matías   |
| 18     | Julia/Sebastián            | Eduardo/Pilar M.             | Pedro/Romina             |                            | Julia/Sebastián          | Eduardo/Pilar M.         | Agilidad                  | Eduardo/Pilar M. |
| 19     | Oriana/Tony                | Pedro/Romina                 | Julia/Sebastián          | Pedro/Romina               | Julia/Sebastián          | Habilidad y resistencia  | Julia/Sebastián           |                  |
| 19     |                            |                              |                          |                            | Liz/Michael              | Oriana/Tony              | Fuerza y resistencia      | Oriana/Tony      |

1. ↑  Durante la semana 2 no hubo eliminación debido a que Oriana decidió abandonar la competencia.
2. 1 2 3 4  Son enviados directamente a la zona de riesgo, debido a una lesión de uno de sus integrantes.
3. ↑  Sin eliminado debido a que Pilar Ruiz decide abandonar la competencia cediendo su lugar a la posible eliminada.
4. ↑  Hernán es eliminado, pero conjuntamente Diego abandona la competencia por una lesión en su pie, cediendo su puesto al recién eliminado. La producción del programa aceptó la propuesta, reintegrando a Hernán.
5. ↑  Sin eliminado debido a un error en la prueba de eliminación.
6. 1 2 3 4  Son enviados directamente a la zona de riesgo, debido a que no tienen jote durante la semana.
7. ↑  Hernán es eliminado, pero conjuntamente Alex abandona la competencia por motivos personales, cediendo su puesto al recién eliminado.

     El trío es el más votado por el público, por ende se salva y no enfrenta el duelo de eliminación.

### Semana 1
- Competencia de tríos: El objetivo de la competencia es recolectar al interior de una fosa la mayor cantidad de barro posible valiéndose solo de su cuerpo, su cabello y manos. Para ello, dos integrantes del sexo opuesto del trío, unidos por un arnés, deberán acumular el barro y trasladarlo por una plataforma con obstáculos hasta donde se encuentra su otro compañero quién deberá introducirlo en un tambor. Cuando el peso del barro acumulado venza la resistencia del contrapeso, se elevará una bola que deberá ser transportada por todos los integrantes del trío para así depositarla en un pedestal, luego uno de los integrantes deberá accionar una palanca que elevará un gran estandarte. Quien primero logre realizar la competencia se convertirá en el trío ganador e inmune de la semana.
  - Trío inmune: Flaviana Seeling, Juan José Morales y Miguel Arce.
  - Trío nominado: Camila Recabarren, Nicole Moreno y Hernán Cabanas.
- Duelo de eliminación: Este duelo será una prueba extrema de fuerza y resistencia. Los tríos tendrán dos tiempos de 15 minutos cada uno para rodar la pelota y meterla en el arco contrario. Solo participarán dos integrantes del trío por vez que podrán rotar después de convertir un gol. Ganará la competencia el trío que convierta la mayor cantidad de goles en el tiempo estipulado.
  - Tipo de duelo: Fuerza y resistencia.
    - Trío ganador: Denisse Campos, Eduardo Rheinen y Michael Murtagh.
      - Eliminada: Nicole "Luli Love" Moreno.

### Semana 2
- Competencia de solteros: Esta competencia requiere gran habilidad mental, la concentración, la memoria y la capacidad de resolver una operación matemática son claves para ganar. Los solteros deberán cruzar el circuito todas las veces necesarias, para memorizar la secuencia de signos matemáticos ubicada al final del mismo que le permitirá resolver la ecuación escrita en la pizarra ubicada al inicio del campo de juego. Las parejas podrán obstaculizar y distraer a los solteros usando plumas y baldes de agua. El primer soltero en obtener el resultado de la ecuación será el ganador de esta competencia.
  - Ganadores: Miguel Arce y Liz Emiliano.
- Competencia de tríos: En esta competencia los sentidos y la concentración son claves para ganar. El soltero deberá amarrarse a un integrante de la pareja y ambos con los ojos vendados deberán encontrar y trasladar diez sacos con el color de su trío hasta lo alto de una estructura. Allí estará ubicado el tercer integrante, quién deberá dirigirlos a viva voz para sortear los obstáculos y lograr el objetivo. El trío que suba primero los diez sacos será el ganador.
  - Trío inmune: Eugenia Lemos, Matías Kosznik y Miguel Arce.
  - Trío nominado: Camila Recabarren, Hernán Cabanas y Michael Murtagh.
- Competencia individual: En esta competencia la destreza y la paciencia son muy importantes para ganar. Los participantes deberán liberar diez bloques de madera, a través de una clave numérica que corresponderá a las cantidades de fruta que hay en cada bandeja. Una vez obtenido los bloques, tendrán que colocarlos de a uno en una superficie móvil y equilibrarlos tensando una cuerda hasta que los diez bloques permanezcan sin caerse durante cinco segundos. El último participante en lograrlo será el perdedor y arrastrará a su trío a la nominación.
  - Trío nominado: Flaviana Seeling, Juan José Morales y Juventino Mendoza.
- Duelo de eliminación: Duelo cancelado.
  - Tipo de duelo: Sin duelo.
    - Trío ganador: Ninguno.
      - Eliminado: Sin eliminado debido a que Oriana Marzoli decide abandonar la competencia justo cuando se iba a disputar el duelo de eliminación.

### Semana 3
- Competencia de solteros: En esta competencia la resistencia y la destreza son claves para ganar. Los solteros deberán desarmar la trenza y la soga para liberar una llave que les permitirá abrir el cofre sumergido en el agua. Allí, encontrarán cinco corazones que deberán llevar de uno por vez hasta el inicio del campo de juego. El soltero que coloque primero los cinco corazones será el ganador de la competencia.
  - Ganadores: Miguel Arce y Pilar Moraga.
- Competencia de tríos: En esta competencia la memoria y la velocidad son claves para ganar. Un integrante del equipo será el encargado de ir hasta un baúl donde habrá cinco secuencias de colores en distinto orden. Luego, memorizará una secuencia por vez y correrá hasta la mitad del campo de juego para enseñarle a su compañero una tabla con esa secuencia, él también deberá memorizarla y luego replicarla en un panel. El último equipo en replicar las cinco secuencias será nominado.
  - Trío ganador: Pilar Moraga, Pilar Ruiz y Tony Spina.
  - Trío nominado: Danilo Rodríguez, Miguel Arce y Stefanie Klempau.
- Competencia individual: Para ganar esta competencia se requiere contar con una gran destreza, concentración y paciencia. Las participantes deberán tomar un palo y colocar una de las cuatro esferas sobre un extremo del mismo para luego cruzar todo el campo de juego sin que esta se caiga. Al llegar, deberán depositarla y volver al inicio para buscar las siguientes, pero agregando cada vez un tramo más del palo. Cuando consigan depositar las cuatro esferas, tendrán que deslizarlas hasta su ubicación final, y a través de una plataforma móvil, para obtener una llave que liberará un corazón. La última participante en liberar su corazón será nominada junto a su trío.
  - Trío nominado: Denisse Campos, Eduardo Rheinen y Nicole Moreno.
- Duelo de eliminación: Un participante de cada trío estará sujeto a un arnés que estará conectado al arnés de su rival. Cada uno tendrá que escalar tirando de una soga por una rampa resbaladiza para obtener una llave que le entregará su compañera. Con la fuerza que ejerza al tirar la soga para avanzar, hará que su adversario retroceda a través de un sistema de poleas, cada vez que uno avanza el otro retrocede y viceversa. Una vez que obtenga la llave deberá colocarla de una por vez en una caja para que su compañero la recoja y abra uno de los cuatro candados que sujetan al tercer integrante del trío. El primer trío que logre abrir los cuatro candados y libere a su compañero, será el ganador.
  - Tipo de duelo: Fuerza y tenacidad.
    - Trío ganador: Danilo Rodríguez, Miguel Arce y Stefanie Klempau.
      - Eliminado: Juventino Mendoza.

### Semana 4
- Competencia de solteros: En esta competencia la memoria y los sentidos son claves para ganar. Los solteros estarán a ciegas y deberán cruzar los obstáculos hasta el otro extremo del campo de juego para memorizar a través del tacto, seis secuencias distintas armadas sobre un tablero. Ellos, deberán volver hasta el lugar de inicio para replicar el mismo tablero con las seis secuencias. El primero que consiga replicar con éxito las secuencias será el ganador.
  - Ganadores: Marco Ferri y Nicole Moreno.
- Competencia de tríos: Un integrante de la pareja estará unido con su jote por un arnés, ellos deberán correr hasta un extremo del campo de juego, haciendo girar una plataforma donde estará ubicado el otro integrante de la pareja. Cuando logren llegar, tomarán una pieza de un rompecabezas y se las llevarán a su compañero. Este, deberá bajarse de la plataforma y superando el mareo llevará la pieza al otro extremo del campo de juego para dejarla sobre un tablero. Finalizando esta tarea, el participante deberá armar el rompecabezas con la frase Amor a prueba. El primer trío en cumplir el objetivo será el ganador.
  - Trío inmune: Danilo Rodríguez, Pilar Ruiz y Stefanie Klempau.
  - Trío nominado: Camila Correa, Hernán Cabanas y José Luis Concha.
- Competencia individual: Cada participante deberá rescatar cinco sacos que están colgados sobre la fosa y llevarlos hasta un cofre ubicado en el otro extremo del campo de juego. Deberán llevarlos de uno por vez y luego tendrán que volver al inicio para poder buscar el siguiente. Una vez conseguidos los cinco sacos, deberán encontrar una llave escondida en uno de ellos que les permitirá abrir el cofre, allí estarán las piezas de un rompecabezas que tendrán que armar sobre un tablero. El último que consiga armar el rompecabezas será nominado y arrastrará a su trío.
  - Trío nominado: Camila Recabarren, Michael Murtagh y Miguel Arce.
- Duelo de eliminación: En esta competencia la resistencia física será la clave para vencer. Dos representantes de cada trío estarán unidos por un arnés, cada grupo se ubicará en puntos opuestos del circuito, a la orden de partida ambos deberán correr para tratar de alcanzar a sus oponentes y arrebatarles la cinta que llevan colgada. Caa vez que uno de los equipos arrebate una cinta se podrán rotar los competidores con el integrante del trío que no estaba participando. El primer trío que consiga arrebatar tres cintas a sus rivales será el vencedor del duelo.
  - Tipo de duelo: Resistencia.
    - Trío ganador: Camila Recabarren, Michael Murtagh y Miguel Arce.
      - Eliminado: Sin eliminado debido a que Pilar Ruiz decide abandonar la competencia cediendo su lugar a la posible eliminada. Cabe destacar que quienes estaban en riesgo de ser eliminados era el trío compuesto por Denisse Campos, Eduardo Rheinen y Pilar Moraga.

### Semana 5
- Competencia de solteros: Cada uno de los solteros tendrá que liberar nueve tablas y llevarlas de una por vez hasta completar la rampa. Cuando lo consigan, deberán atravesar la estructura haciendo equilibrio en altura para llegar al otro extremo del campo de juego y liberar uno de los cuatro corazones allí atornillados. Luego de rescatar el corazón, lo llevarán hasta el inicio para dejarlo colgado en su ubicación final. Recorrerán el circuito hasta liberar los cuatro corazones llevando uno por vez. El primer soltero que consiga colocar los cuatro corazones en su ubicación final será el ganador.
  - Ganadores: Miguel Arce y Nicole Moreno.
- Competencia de tríos: En esta competencia los tríos tendrán como objetivo trasladar con la boca todas las frutas de un extremo a otro del campo de juego. Un integrante de trío deberá tomar con su boca una fruta de la bandeja y trasladarla hasta un obstáculo para pasarle la fruta a su pareja, esta debe recibir la fruta con su boca sin utilizar las manos para luego atravesar todos los obstáculos hasta el otro extremo del campo de juego donde se encontrará con el jote que recibirá la fruta con su boca y la depositará en una bandeja. El último trío en completar el traslado de todas las frutas será el nominado.
  - Trío ganador: Denisse Campos, Eduardo Rheinen y Pilar Moraga.
  - Trío nominado: Marco Ferri, Romina Ansaldo y Tony Spina.
- Competencia individual: En esta competencia cada participante deberá mantener el equilibrio sobre una estructura rodante, ayudándose solamente de dos cuerdas. La primera participante en caer será nominada y arrastrará a su trío a la eliminación.
  - Trío nominado: Denisse Campos, Eduardo Rheinen y Pilar Moraga.
- Duelo de eliminación: La fuerza y la resistencia son claves para vencer en este duelo. Cada integrante de la pareja estará sujeto por un arnés que ejercerá fuerzas por direcciones contrarias, ellos tendrán que mantenerse abrazados mientras el jote del trío rival llenará una cubeta con barro que al aumentar su peso, agregará cada vez más tensión al arnés. La pareja que no logre resistir y suelte en primer lugar será derrotada.
  - Tipo de duelo: Fuerza y resistencia.
    - Trío ganador: Marco Ferri, Romina Ansaldo y Tony Spina.
      - Eliminado: Denisse Campos.

### Semana 6
- Competencia de solteros: En esta competencia la resistencia es clave para ganar. Los participantes deberán pararse sobre un cilindro montado en la estructura sobre la fosa, se afirmarán con una cuerda en posición de 45 grados sobre el vacío y tendrán que mantener esa posición el máximo tiempo posible. El participante que más resista y se suelte en último lugar será el vencedor.
  - Ganadores: Marco Ferri y Romina Ansaldo.
- Competencia de tríos: El jote y el joteado estarán amarrados entre sí, ubicados en un extremo del campo de juego deberán tomar un corazón y siempre enlazados a una cuerda que les sirve de guía tendrán que trasladarlo sorteando los obstáculos para entregárselo al otro integrante de la pareja quién partirá desde el extremo opuesto del campo de juego y sorteará los obstáculos enlazado a una cuerda hasta encontrarse con sus compañeros y llevar el corazón para colocarlo en su posición final. El trío que consiga trasladar primero sus cinco corazones será el ganador de la competencia.
  - Trío inmune: Aylén Milla, Leandro Penna y Marco Ferri.
  - Trío nominado: Eduardo Rheinen, Pilar Moraga y Sebastián Ramírez.
- Competencia individual: Usando un solo brazo, cada competidora deberá sostener una bola sobre una bandeja de madera el mayor tiempo posible. La bola puede caerse hasta dos veces, pero, la que la deje caer por tercera vez perderá la prueba. 
  - Trío nominado: Hernán Cabanas, Nicole Moreno y Tony Spina.
- Duelo de eliminación: Para ganar este duelo, ambos competidores deberán correr a sus arcos respectivos para tomar su pelota y conseguir hacer un gol en el arco de su rival. También podrán impedir que su contrincante convierta el gol tomando su pelota para alejarla del arco. Habrá solo un tiempo de veinte minutos, el participante que logre meter más goles en ese lapso, será el vencedor de este duelo.
  - Tipo de duelo: Fuerza y resistencia.
    - Trío ganador: Eduardo Rheinen, Pilar Moraga y Sebastián Ramírez.
      - Eliminado: Miguel Arce.

### Semana 7
- Competencia de solteros: Los participantes estarán sujetos con un grillete, para liberarse deberán rescatar con un gancho un corazón, donde estará la llave que permitirá abrir el grillete y así correr hasta el lugar donde habrán unas bolsas. Tomarán las bolsas, de una por vez, y con ella deberán atravesar la fosa hasta depositarla en el otro extremo del campo de juego. Deberán recorrer una y otra vez el circuito, hasta trasladar todas las bolsas con municiones. Los hombres tendrán cinco bolsas y las mujeres tres. Una vez reunidas todas las municiones, deberán cargar una honda y con ella quebrar las tres cerámicas que estarán al frente. El primer participante que consiga quebrar sus tres cerámicas será el vencedor de esta competencia de solteros.
  - Ganadores: Marco Ferri y Romina Ansaldo.
- Competencia de tríos: El jote y el joteado deberán usar dos barriles y una tabla para que el tercer integrante del trío traslade las piezas de un rompecabezas de un extremo al otro del campo de juego. Solo podrá hacerlo caminando sobre la tabla, harán los viajes necesarios hasta trasladar todas las piezas. Una vez que hayan completado el traslado de todas las piezas podrán armar el rompecabezas, el primer trío que lo consiga será el vencedor.
  - Trío inmune: Camila Correa, José Luis Concha y Romina Ansaldo.
  - Trío nominado: Adriana Barrientos, Nicole Moreno y Tony Spina.
- Competencia individual: Los participantes deberán competir entre sí por mantener el equilibrio sobre el tronco durante el mayor tiempo posible. El primero en caer al agua perderá el desafío, para esto, los cuatro participantes se enfrentarán en una primera instancia clasificatoria, luego, el primer competirá con el último y el segundo con el tercero. Del enfrentamiento entre los ganadores se consagrará el vencedor de esta competencia, mientras que el duelo entre los perdedores definirá a un nuevo trío nominado.
  - Trío nominado: Danilo Rodríguez, Hernán Cabanas y Stefanie Klempau.
- Duelo de eliminación: Un integrante del trío deberá tirar agua con un balde a su compañero que con otro balde deberá recolectar la mayor cantidad de agua para llevarla hasta el otro extremo del campo de juego. Allí estará el tercer integrante del trío, quien deberá trasladar los baldes y atravesar el circuito tratando de no botar el agua. Al final del circuito habrá un tambor que deberán llenar hasta que su peso lo haga bajar y puedan tomar la bola correspondiente a su trío. El primer trío que logre obtener su bola será el vencedor del duelo.
  - Tipo de duelo: Habilidad y equilibrio.
    - Trío ganador: Julia Fernández, Liz Emiliano y Michael Murtagh.
      - Eliminados: Danilo Rodríguez y Stefanie Klempau.

### Semana 8
- Competencia de solteros: Los participantes deberán recorrer el circuito sorteando los obstáculos hasta el otro extremo del campo de juego, donde recogerán una bolsa que traerán hasta el punto de partida, hasta completar el total de cinco bolsas. Recién ahí, podrán sacar los números que contienen cada bolsa, los que les permitirá abrir el candado numérico que liberará un corazón de metal. El primero en liberar el corazón será el ganador.
  - Ganadores: Hernán Cabanas y Julia Fernández.
- Competencia de tríos: Un integrante del trío tendrá sus manos atrapadas en una estructura ubicada al inicio del campo de juego. El segundo integrante del trío deberá correr hasta la zanga y excavar hasta encontrar la llave que el permitirá liberar a su compañero. Entre ambos, trasladarán un cajón hasta la mitad del campo de juego usando tres rodillos. Al llegar, desenredarán una cuerda que en su extremo tendrá otra llave que le permitirá abrir el cofre. Allí habrá cuatro cuadrados de madera que deberán llevar de uno por vez hasta una mesa ubicada al final del campo de juego. Esta mesa estará dividida en tres secciones, junto al tercer integrante del trío y ayudados por dos varas metálicas tendrán que armar una pirámide con los cuatro cuadrados en la última sección de la mesa, podrán mover un cuadrado a la vez y siempre deberán apoyarlos sobre uno de mayor tamaño. El primer trío que logre armar su pirámide será el ganador y obtendrá la inmunidad.
  - Trío inmune: Aylén Milla, Marco Ferri y Pedro Astorga.
  - Trío nominado: Alex Consejo, Oriana Marzoli y Sebastián Ramírez.
- Competencia individual: Las participantes deberán atravesar los obstáculos para llegar hasta el otro extremo del campo de juego, donde tendrán que desenredar una cuerda que une tres varillas de madera. Una vez que lo consigan podrán tomar una sección de la vara para llevarla hasta el punto de partida. Tendrán que ir y venir hasta conseguir las tres secciones. Cumplida esta etapa podrán armar la vara y con ella hacer que caigan dos pelotas que están sobre una estructura. La última participante en lograr el objetivo dejará a su trío en riesgo de eliminación.
  - Trío nominado: Nicole Moreno, Romina Ansaldo y Tony Spina.
- Duelo de eliminación: El primer integrante del trío deberá tomar un corazón, colocarlo sobre un barril y trasladarlo hasta entregárselo a su compañero. Este deberá llevarlo hasta el otro extremo del campo de juego, primero caminando sobre unos barriles ayudándose de una tabla y luego atravesando por dentro de la estructura metálica. Una vez que lo logre, colocará el corazón sobre una base, el tercer integrante del trío deberá pescarlo con un soga y un anzuelo para colocarlo en su posición final. Deberán llevar seis corazones de uno por vez. El primer trío que coloque sus seis corazones en la posición final, será el ganador del duelo de eliminación.
  - Tipo de duelo: Habilidad.
    - Trío ganador: Adriana Barrientos, Eduardo Rheinen y Pilar Moraga.
      - Eliminado: Sebastián Ramírez.

### Semana 9
- Competencia de solteros: Los participantes comenzarán posicionados sobre una plataforma ubicada en el agua, con la ayuda de una cubeta perforada deberán recoger agua de la fosa para verterla dentro de un tubo que al llenarse hará sobresalir una llave en otro tubo. Una vez obtenida esta llave, deberán lanzarse al agua y llegar hasta una estructura con candados, cuando logre abrirlos rescatarán un corazón que trasladarán hasta su posición final sorteando los obstáculos del circuito. A partir de ahí podrán volver al punto de inicio para rescatar un total de seis corazones. El primero en lograr el objetivo será el ganador.
  - Ganadores: Pedro Astorga y Julia Fernández.
- Competencia de tríos: Un integrante de la pareja partirá desde el inicio y llegará hasta una zanja. Desde ahí, el jote y el joteado podrán avanzar por el circuito mediante unos esquíes hasta llegar al extremo del campo de juego, donde estarán ubicadas cuatro esferas que deberán liberar desatando una cuerda unida a ellas. Llevarán una esfera para entregársela al primer integrante del trío, este llevará la esfera equilibrándola en una estructura plana, posteriormente, deberá pasar una barra de equilibrio hasta llegar al final del campo de juego y así colocar la esfera en un soporte. Ya obtenidas las cuatro esferas, cada pareja, deberá ingresarlas una a una en un laberinto para hacer que estas caigan en su posición final. El último trío que consiga ubicar las cuatro esferas será nominado.
  - Trío ganador: Adriana Barrientos, Alex Consejo y Oriana Marzoli.
  - Trío nominado: Hernán Cabanas, Nicole Moreno y Tony Spina.
- Competencia individual: Los participantes deberán trasladar un barril desde el inicio hasta la mitad del campo de juego sorteando los obstáculos. Luego, escalarán una red para pasar al otro lado y tomarán un segundo barril que trasladarán hasta el otro extremo del campo de juego. Allí, estarán ubicados cuatro corazones que deberán tomar y llevar de a uno por vez hasta el punto de partida recorriendo el circuito de forma inversa. El primer participante en colocar sus cuatro corazones será el ganador de esta competencia, el último quedará nominado junto a su trío.
  - Trío nominado: José Luis Concha, Liz Emiliano y Camila Correa.
- Duelo de eliminación: El primer integrante del trío deberá desenrollar una cuerda hasta obtener un corazón con una llave. Una vez que lo consiga, se unirá al segundo integrante para empujar un rodillo que deberán rodar hasta el otro extremo del campo de juego. Al llegar, entregarán el corazón al tercer integrante que usará la llave para abrir un candado y así liberar un tubo metálico que le servirá como escalón para armar una escalera. Deberán rescatar seis corazones con sus llaves y llevarlos de a uno a la vez para liberar los seis peldaños de la escalera. El trío que consiga armar la escalera y llegar primero a la cima de la estructura será el ganador del duelo de eliminación.
  - Tipo de duelo: Habilidad y destreza.
    - Trío ganador: Diego Val, Eduardo Rheinen y Pilar Moraga.
      - Eliminado: Hernán Cabanas (Diego Val le cede el puesto).

### Semana 10
- Competencia de solteros: Los participantes deberán llegar hasta el otro extremo del campo de juego para desenredar una gran cuerda, una vez que lo consigan la llevarán hasta la estructura que está en la mitad del campo de juego y tendrán que pasarla por un circuito de diferentes agujeros y argollas ubicados en la misma. Superado este obstáculo usarán la soga para armar una escalera en la estructura ubicada en el punto de partida, cuando lo consigan podrán subir al tope y tomar una llave que les permitirá liberar tres corazones sujetos al final del campo de juego. El primero que coloque sus tres corazones en su posición final será el ganador.
  - Ganadores: Pedro Astorga y Romina Ansaldo.
- Competencia de tríos: El primer integrante del trío deberá correr desde el punto de partida hasta la fosa para tomar una de las cinco bolsas que estarán colgadas sobre ella. Entregará esta bolsa al segundo integrante quien sorteando los obstáculos se la llevará al tercer integrante del trío ubicado al final del campo de juego. Este deberá armar con las piezas contenidas en la bolsa uno de los cinco cuadrados sobre el tablero. Cuando lo logre, podrá darle uno de los tres corazones al segundo integrante del trío quien se lo entregará al primer integrante para que lo coloque en el punto de partida. El primer trío que consiga colocar los tres corazones en su posición final será el ganador, el último quedará nominado.
  - Trío ganador: Aylén Milla, Marco Ferri y Tony Spina.
  - Trío nominado: Agustina Soma, Julia Fernández y Michael Murtagh.
- Competencia individual: Las participantes deberán atravesar los obstáculos para llegar hasta el otro extremo del campo de juego, donde tomarán una pieza metálica que les servirá como peldaño para armar una escalera en el punto de partida. Deberán cruzar el circuito las veces necesarias para llevar un peldaño a la vez. Cuando consigan armar la escalera, deberán subir hasta la cima y liberar un corazón metálico. La primera concursante en liberar el corazón será la ganadora, la última quedará nominada junto a su trío.
  - Trío nominado: Aylén Milla, Marco Ferri y Tony Spina.
- Duelo de eliminación: El primer integrante del trío deberá tomar uno de los cinco corazones y trasladarlo a través de la reja por el sendero marcado, cuando lo consiga se lo pasará al segundo integrante del trío que lo llevará hasta el otro extremo del campo de juego escalando una malla sobre una gran estructura. Una vez allí, se lo entregará al tercer integrante del trío que tendrá que desenrroscar un largo tornillo para poder colocar el corazón en ese espacio. El primer trío que logre colocar sus cinco corazones en la posición final será el vencedor del duelo.
  - Tipo de duelo: Habilidad y rapidez.
    - Trío ganador: Adriana Barrientos, Alex Consejo y Oriana Marzoli.
      - Eliminada: Agustina Soma.

### Semana 11
- Competencia de solteros: Los participantes tendrán que correr hasta el otro extremo del campo de juego para tomar uno de los tres cubos que deberán trasladar hasta el punto de partida sorteando los obstáculos. Con la ayuda de dos cuerdas, harán pasar el cubo por una viga metálica sin que este caiga, luego pasarán el cubo por encima de una malla usando sólo una varilla o tubo con el que podrán empujarlo. Al conseguirlo llevarán el cubo hasta el punto de inicio para poder tomar uno de los tres corazones y colocarlo en su posición final al otro extremo del campo de juego. Los primeros que logren colocar sus tres corazones en la posición final serán los ganadores de esta competencia.
  - Ganadores: Sebastián Ramírez y Adriana Barrientos.
- Competencia de tríos: El primer integrante del trío deberá correr hasta la fosa y allí trepar por una red y luego por una cadena hasta alcanzar una de las cinco bolsas colgadas en la estructura. Al conseguirla deberá sujetarla de un gancho para que el segundo integrante del trío la pueda tomar. Este deberá sacar la bola que está en el interior de la bolsa y junto al tercer integrante la llevarán sujeta solo con sus cabezas hasta depositarla al otro extremo del campo de juego. Una vez que el trío consiga sus cinco bolas y las hayan depositado en la caja, podrán lanzarlas para romper las cerámicas que están al frente. Debajo de cada una de ellas habrá un corazón que deberán llevar hasta el punto de partida de a uno por vez. El trío que coloque primero sus cinco corazones en la posición final será el ganador de la competencia.
  - Trío inmune: Adriana Barrientos, Eduardo Rheinen y Pilar Moraga.
  - Trío nominado: Aylén Milla, Marco Ferri y Tony Spina.
- Competencia individual: Para ganar esta competencia es muy importante poseer resistencia física y conocimientos de cultura general. Las participantes deberán sostener una cuerda que tiene un barril como contrapeso, se les harán preguntas de cultura general con cuatro opciones de respuesta. Quienes no acierten tendrán que agregar un ladrillo al barril por cada respuesta errónea. La participante que logre sostener el barril por más tiempo será la ganadora de la competencia.
  - Trío nominado: Michelle Carvalho, Pedro Astorga y Romina Ansaldo.
- Duelo de eliminación: Un integrante del trío deberá bajar un cajón de la estructura y luego junto al segundo integrante deberán trasladarlo por un laberinto metálico con la ayuda de unos ganchos, una vez superado este obstáculo el jote debe usar el cajón a modo de peldaño para obtener un corazón que deberá ser colocado en lo alto de la estructura. El primer trío que coloque sus 5 corazones será el vencedor de este duelo. 
  - Tipo de duelo: Habilidad y resistencia.
    - Trío ganador: Alex Consejo, Hernán Cabanas y Oriana Marzoli.
      - Eliminado: Sin eliminado debido a un error en la prueba.

### Semana 12
- Competencia de solteros: Los participantes deberán mantener el equilibrio sobre una pequeña plataforma ubicada a gran altura sobre la fosa. Tendrán que evitar caer al agua, la dificultad de esta prueba se irá implementando cuando deban retirar partes de la estructura disminuyendo en forma gradual la superficie de apoyo. El participante que logre mantener su posición por más tiempo sin caer al agua, será el ganador de la competencia.
  - Ganadores: Leandro Penna y Liz Emiliano.
- Competencia de tríos: El jote y el joteado estarán amarrados de una pierna, ambos deberán sincronizarse para patear una pelota y llevarla hasta un cubo para luego hacerla pasar hacia el otro lado usando solo los pies. Tendrán que dirigir la pelota hacia una estructura y hacerla pasar por un agujero de la misma para que el tercer integrante la tome y la deposite en una caja. Una vez que el trío consiga depositar sus cuatro pelotas en la caja, cada pareja del trío deberá trasladar las pelotas una a una haciendo equilibrio hasta el otro extremo del campo de juego. El trío que primero traslade sus cuatro pelotas será el ganador de la competencia, el último trío quedará nominado.
  - Trío ganador: Camila Correa, José Luis Concha y Liz Emiliano.
  - Trío nominado: Adriana Barrientos, Eduardo Rheinen y Pilar Moraga.
- Competencia individual: Cada participante deberá transportar una pelota sobre una carretilla y atravesar con ella un circuito de obstáculos sin que la bola se caiga. Al llegar al otro extremo del campo de juego tendrán que depositarla en un tablero. Cuando logre depositar las cuatro bolas, podrá rescatar una llave que le permitirá abrir un cofre donde se encuentran tres corazones. El primer participante que consiga los tres corazones será el ganador de la competencia.
  - Trío nominado: Aylén Milla, Hernán Cabanas y Marco Ferri.
- Duelo de eliminación: El primer integrante del trío deberá atravesar una estructura completa con elásticos que impedirán su avance. Cuando lo logre, trepará por una cuerda para liberar uno de los cinco corazones ubicados en lo alto de la estructura. Al liberar el corazón podrá descender para atravesar nuevamente la estructura con elásticos, cuando salga entregará el corazón al segundo integrante del trío que correrá, dando una vuelta al circuito, hasta ubicar el corazón en una base. Una vez allí, el tercer integrante del trío pescará el corazón con una bara e intentará ubicarlo en su posición final. El trío que coloque primero sus cinco corazones en la posición final, será el vencedor de este duelo.
  - Tipo de duelo: Habilidad.
    - Trío ganador: Michelle Carvalho, Pedro Astorga y Romina Ansaldo.
      - Eliminada: Adriana Barrientos.

### Semana 13
- Competencia de solteros: Los participantes deberán tomar uno de los cuatro corazones y sostenerlos con una cadena. Usando dos artefactos deberán presionar el tubo para así trasladarlo hasta el otro extremo del campo de juego, sin que este se caiga. Deberán llevar los cuatro corazones de a uno por vez. El primero en colocar sus cuatro corazones en la posición final, será el ganador de la competencia.
  - Ganadores: Leandro Penna y Liz Emiliano.
- Competencia de tríos: Uno de los integrantes de la pareja deberá cargar agua en un sistema de tubos para que el jote y el joteado la recolecten en un balde al otro lado de la fosa. Usando dos tubos metálicos para sujetar el balde, el jote y el joteado deberán sortear los obstáculos del circuito hasta llegar al barril ubicado al final del campo de juego. Tendrán que llenar el barril hasta que una pelota caiga de un tubo. El primer trío que logre el objetivo será el ganador, el último quedará amenazado.
  - Trío ganador: Alex Consejo, Oriana Marzoli y Tony Spina.
  - Trío nominado: Julia Fernández, Michael Murtagh y Sebastián Ramírez.
- Competencia individual: Cada participante deberá trasladar tres sacos atravesando todos los obstáculos de un extremo al otro del campo de juego. Cargarán un saco a la vez, al depositarlo en el otro extremo podrán tomar uno de los tres corazones que llevarán de vuelta al punto de partida. La participante que primero coloque los tres corazones en su posición final será la vencedora de esta competencia, la última en hacerlo quedará amenazada junto a su trío. 
  - Trío nominado: Aylén Milla, Marco Ferri y Michelle Carvalho.
- Duelo de eliminación:
  - Tipo de duelo: Agilidad.
    - Trío ganador: Julia Fernández, Michael Murtagh y Sebastián Ramírez.
      - Eliminado: José Luis Concha y Camila Correa.

### Semana 14
- Competencia de solteros:
  - Ganadores: Michael Murtagh y Liz Emiliano.
- Competencia de tríos: El primer integrante del trío se subirá a una balsa con el segundo integrante y juntos deberán cruzar la fosa con la ayuda de una cuerda. Al llegar al otro lado podrán tomar una de las cuatro pelotas que llevarán de vuelta a través de la fosa. Luego con la ayuda del tercer integrante del trío, atravesarán el circuito sin dejar que la pelota caiga hasta colocarla sobre una bandeja. Cuando hayan conseguido sus cuatro pelotas deberán encestarlas en el aro hasta que la pelota caiga en su posición final. El primer trío que enceste sus cuatro pelotas será el ganador de la competencia, el último quedará amenazado.
  - Trío ganador: Leandro Penna, Pedro Astorga y Romina Ansaldo.
  - Trío nominado: Eduardo Rheinen, Hernán Cabanas y Pilar Moraga.
- Competencia individual: Los participantes deberán mover un barril desde el punto de partida hasta la mitad del campo de juego, allí tendrán que escalar el muro y cruzar al otro lado para luego trepar por una estructura y llegar a su interior de donde tomarán uno de los tres sacos, ahí colgados. Deberán llevar el saco y el barril hasta el punto de partida. El primera participante que logre llevar los tres sacos al punto de partida será el ganador, el último quedará amenazado junto a su trío.
  - Trío nominado: Eugenia Lemos, Liz Emiliano y Matías Kosznik.
- Duelo de eliminación:
  - Tipo de duelo: Habilidad.
    - Trío ganador: Eduardo Rheinen, Hernán Cabanas y Pilar Moraga. 
      - Eliminada: Michelle Carvalho.

### Semana 15
- Competencia de solteros:
  - Ganadores: Leandro Penna y Liz Emiliano.
- Competencia de tríos:
  - Trío ganador: Alex Consejo, Oriana Marzoli y Tony Spina.
  - Trío nominado: Melina Figueroa, Pedro Astorga y Romina Ansaldo.
- Competencia individual:
  - Trío nominado: Aynara Eder, Hernán Cabanas y Javier Oldani.
- Duelo de eliminación:
  - Tipo de duelo: Habilidad.
    - Trío ganador: Eduardo Rheinen y Pilar Moraga. 
      - Eliminado: Hernán Cabanas (Alex Consejo le cede el puesto).

### Semana 16
- Competencia de solteros:
  - Ganadores: Leandro Penna y Liz Emiliano.
- Competencia de tríos:
  - Trío ganador: Julia Fernández, Liz Emiliano y Sebastián Ramírez.
  - Trío nominado: Eduardo Rheinen, Michael Murtagh y Pilar Moraga.
- Competencia individual:
  - Trío nominado: Eugenia Lemos, Leandro Penna y Matías Kosznik.
- Duelo de eliminación:
  - Tipo de duelo: Habilidad y concentración.
    - Trío ganador: Eugenia Lemos, Leandro Penna y Matías Kosznik.
      - Eliminados: Aynara Eder y Javier Oldani.

### Semana 17
- Competencia de solteros:
  - Ganadores: Hernán Cabanas y Melina Figueroa.
- Competencia de tríos:
  - Trío ganador: Julia Fernández, Liz Emiliano y Sebastián Ramírez.
  - Trío nominado: Aylén Milla, Leandro Penna y Marco Ferri.
- Competencia individual:
  - Trío nominado: Melina Figueroa, Oriana Marzoli y Tony Spina.
- Duelo de eliminación:
  - Tipo de duelo: Habilidad.
    - Trío ganador: Julia Fernández, Liz Emiliano y Sebastián Ramírez.
      - Eliminados: Eugenia Lemos y Matías Kosznik.

### Semana 18
- Competencia de parejas:
  - Pareja inmune: Oriana Marzoli y Tony Spina.
  - Pareja nominada: Julia Fernández y Sebastián Ramírez.
- Competencia individual:
  - Pareja nominada: Pilar Moraga y Eduardo Rheinen.
- Duelo de eliminación:
  - Tipo de duelo: Agilidad.
    - Pareja ganadora: Julia Fernández y Sebastián Ramírez.
      - Eliminados: Pilar Moraga y Eduardo Rheinen.

### Semana 19
- Competencia de parejas:
  - Pareja ganadora: Romina Ansaldo y Pedro Astorga.
  - Pareja nominada: Oriana Marzoli y Tony Spina.
- Competencia individual: Los hombres deberán arrastrar un trineo desde el punto de partida hasta la mitad del campo de juego. Luego, atravesarán todo el circuito hasta llegar al otro extremo, donde tendrán que encontrar una llave allí escondida. Deberán recorrer el circuito en forma inversa hasta llegar al punto de partida para abrir uno de los candados del cofre allí ubicado. Volverán a cruzar el circuito para ubicar la segunda llave y cuando logren abrir el cofre podrán tomar un saco con piezas de un rompecabezas que tendrán que resolver al otro extremo del campo de juego. Cuando lo consigan, podrán tomar uno de los tres corazones allí ubicados para llevarlos hasta el punto de partida y ubicarlos en su posición final. Recién ahí, podrán tomar un segundo saco con piezas de otro rompecabezas que también deberán resolver para conseguir su segundo corazón. Podrán tomar su tercer corazón cuando logren resolver una operación matemática escrita en la tapa del cofre y expresen el resultado al otro extremo del campo de juego. El primer participante que consiga colocar sus tres corazones en la posición final será el ganador de la competencia, el último en lograrlo quedará nominado junto a su pareja.
  - Pareja nominada: Romina Ansaldo y Pedro Astorga.
- Duelo de eliminación: La mujer estará sujeta por un arnés y deberá avanzar con toda su fuerza para levantar un contrapeso que hará descender un barril con cuatro corazones. Cuando lo logre, el hombre podrá tomar un corazón y luego trepará para atravesar los obstáculos del circuito hasta colocar el corazón en su posición final en lo alto de la estructura. Al conseguirlo, deberá volver al punto de partida para que su pareja haga descender nuevamente el barril para tomar el siguiente corazón. La pareja que primero logre ubicar sus cuatro corazones en la posición final será la vencedora de este duelo.
  - Tipo de duelo: Habilidad y resistencia.
    - Pareja ganadora: Romina Ansaldo y Pedro Astorga.
      - Eliminados: Julia Fernández y Sebastián Ramírez.
- Duelo de eliminación:
  - Tipo de duelo: Fuerza y resistencia.
    - Pareja ganadora: Liz Emiliano y Michael Murtagh.
      - Eliminados: Oriana Marzoli y Tony Spina.

## Gran final
Antes de la final, el jueves 14 de mayo de 2015 se anunció a los finalistas que pasan directo a la final por votos telefónicos, entre los votos que fueron recibidos entre fines de noviembre de 2014, hasta el día anteriormente mencionado (14 de mayo), hubo 2 parejas más votadas, ganándose la inmunidad hasta la final. Los resultados fueron los siguientes:
| Resultados                     |
| Parejas                        |
| ------------------------------ |
| Aylén Milla & Marco Ferri      |
| Romina Ansaldo & Pedro Astorga |

Se realizó el día jueves 14 de mayo de 2015, a las 22:30 horas, en el sector de Pirque, la semifinal y final fue transmitida en vivo y en directo, en donde la pareja de Romina Ansaldo y Pedro Astorga se alzaron como los grandes ganadores y se adjudicaron el premio de $20.000.000 millones de pesos para cada uno.
| Parejas         | Semifinalistas               | Tipo de Competencia                       | Finalistas                   | Tipo de Duelo                                     | Ganadores                    |
| --------------- | ---------------------------- | ----------------------------------------- | ---------------------------- | ------------------------------------------------- | ---------------------------- |
| Pareja Número 1 | Aylén Milla Marco Ferri      | Habilidad, agilidad, resistencia y fuerza | Aylén Milla Marco Ferri      | Habilidad, coordinación, resistencia y equilibrio | Romina Ansaldo Pedro Astorga |
| Pareja Número 2 | Liz Emiliano Michael Murtagh | Habilidad, agilidad, resistencia y fuerza |                              | Habilidad, coordinación, resistencia y equilibrio | Romina Ansaldo Pedro Astorga |
| Pareja Número 3 | Romina Ansaldo Pedro Astorga | Habilidad, agilidad, resistencia y fuerza | Romina Ansaldo Pedro Astorga | Habilidad, coordinación, resistencia y equilibrio | Romina Ansaldo Pedro Astorga |

## Audiencia
Amor a prueba en la actualidad es uno de los programas de telerrealidad más exitosos de la televisión chilena desde el año 2013. Tras su debut (el 1 de diciembre de 2014 a las 22:42 horas, en el segundo bloque del horario prime de ese día e inmediatamente después de la serie Las mil y una noches) con 24,2 puntos de sintonía promedio (desde ese horario hasta las 23:45 horas, en una hora de transmisión), el programa se convirtió en el reality show con mejor estreno en dos años. A partir de ese día mantuvo el liderato en su horario de todos los días en que fue transmitido.
A fines de febrero, la producción de Amor a prueba decidió transmitir el programa sin alteraciones, aun cuando se desarrolló el LVI Festival Internacional de la Canción de Viña del Mar (transmitido por Chilevisión). Tradicionalmente, los canales que no transmiten el evento viñamarino suspenden sus transmisiones habituales ante la drástica disminución de su público objetivo. El reality show logró un hecho histórico el día miércoles 25 de febrero, superando por más de una hora el evento musical; en las cifras finales, Amor a prueba obtuvo 17,1 puntos de sintonía (dos puntos menos que la semana anterior el mismo día, conservando gran parte de sus espectadores habituales) mientras el Festival logró 20,1 promedio con la presentación de Vicentico, León Murillo, Pedro Aznar y Cultura Profética.
| Lista de índices de audiencia | Lista de índices de audiencia | Lista de índices de audiencia | Lista de índices de audiencia | Lista de índices de audiencia                                                           | Lista de índices de audiencia | Lista de índices de audiencia | Lista de índices de audiencia | Lista de índices de audiencia |
| Semana                        | Episodio                      | Día                           | Fecha                         | Instancia                                                                               | Horario (hora chilena)        | Rating                        | Lugar en la sintonía del día  | Fuente                        |
| ----------------------------- | ----------------------------- | ----------------------------- | ----------------------------- | --------------------------------------------------------------------------------------- | ----------------------------- | ----------------------------- | ----------------------------- | ----------------------------- |
| 1                             | 1                             | Lunes                         | 1 de diciembre                | Presentación del programa                                                               | 22:42 - 23:45                 | 24,2                          | Cuarto                        | [ 7 ]                         |
| 1                             | 2                             | Martes                        | 2 de diciembre                | Eliminación de Romina                                                                   | 22:42 - 23:45                 | 23,3                          | Cuarto                        | [ 42 ]                        |
| 1                             | 3                             | Miércoles                     | 3 de diciembre                | Ceremonia del «Armado de tríos» Competencia de tríos                                    | 23:31 - 01:06                 | 18,7                          | Sexto                         | [ 43 ]                        |
| 1                             | 4                             | Jueves                        | 4 de diciembre                | «Cara a cara» Eliminación                                                               | 23:33 - 01:15                 | 19,1                          | Sexto                         | [ 44 ]                        |
| 2                             | 5                             | Lunes                         | 8 de diciembre                | Reingresa Romina Competencia de solteros Ceremonia del «Armado de tríos»                | 23:35 - 01:12                 | 15,9                          | Quinto                        | [ 45 ]                        |
| 2                             | 6                             | Martes                        | 9 de diciembre                | Competencia de tríos                                                                    | 23:39 - 01:02                 | 18,6                          | Sexto                         | [ 46 ]                        |
| 2                             | 7                             | Miércoles                     | 10 de diciembre               | Competencia individual «Cara a cara» «Voto del público»                                 | 23:38 - 01:20                 | 18,0                          | Sexto                         | [ 47 ]                        |
| 2                             | 8                             | Jueves                        | 11 de diciembre               | Eliminación Abandona Oriana                                                             | 23:36 - 01:31                 | 17,4                          | Sexto                         | [ 48 ]                        |
| 3                             | 9                             | Lunes                         | 15 de diciembre               | Competencia de solteros Reingresa Nicole                                                | 00:16 - 01:45                 | 16,7                          | Séptimo                       | [ 49 ]                        |
| 3                             | 10                            | Martes                        | 16 de diciembre               | Ceremonia del «Armado de tríos» Competencia de tríos                                    | 23:23 - 01:17                 | 19,4                          | Cuarto                        | [ 50 ]                        |
| 3                             | 11                            | Miércoles                     | 17 de diciembre               | Competencia individual                                                                  | 23:50 - 01:26                 | 16,6                          | Quinto                        | [ 51 ]                        |
| 3                             | 12                            | Jueves                        | 18 de diciembre               | «Cara a cara» «Voto del público»                                                        | 23:14 - 00:50                 | 18,3                          | Tercero                       | [ 52 ]                        |
| 3                             | 13                            | Lunes                         | 22 de diciembre               | Eliminación                                                                             | 23:29 - 01:13                 | 16,6                          | Quinto                        | [ 53 ]                        |
| 4                             | 14                            | Martes                        | 23 de diciembre               | Abandona Flaviana y Juan José Competencia de solteros                                   | 23:27 - 01:21                 | 17,5                          | Cuarto                        | [ 54 ]                        |
| 4                             | 15                            | Jueves                        | 25 de diciembre               | Ceremonia del «Armado de tríos» Competencia de tríos                                    | 23:16 - 01:25                 | 14,1                          | Tercero                       | [ 55 ]                        |
| 4                             | 16                            | Lunes                         | 29 de diciembre               | Competencia individual                                                                  | 23:09 - 01:00                 | 17,9                          | Quinto                        | [ 56 ]                        |
| 4                             | 17                            | Martes                        | 30 de diciembre               | «Cara a cara»                                                                           | 23:41 - 01:26                 | 17,1                          | Cuarto                        | [ 57 ]                        |
| 4                             | 18                            | Jueves                        | 1 de enero                    | «Voto del público» Eliminación Abandona Pilar R.                                        | 23:11 - 00:48                 | 12,8                          | Segundo                       | [ 58 ]                        |
| 5                             | 19                            | Lunes                         | 5 de enero                    | Ingresa Sebastián Competencia de solteros Ceremonia del «Armado de tríos»               | 00:02 - 01:49                 | 16,6                          | Quinto                        | [ 59 ]                        |
| 5                             | 20                            | Martes                        | 6 de enero                    | Competencia de tríos                                                                    | 23:50 - 01:33                 | 17,8                          | Quinto                        | [ 60 ]                        |
| 5                             | 21                            | Miércoles                     | 7 de enero                    | Competencia individual                                                                  | 23:54 - 01:41                 | 18,7                          | Cuarto                        | [ 61 ]                        |
| 5                             | 22                            | Jueves                        | 8 de enero                    | Expulsión de Camila y Eugenia Abandona Matías «Voto del público» Eliminación            | 23:15 - 01:38                 | 17,4                          | Cuarto                        | [ 62 ]                        |
| 6                             | 23                            | Domingo                       | 11 de enero                   | Competencia de solteros                                                                 | 00:16 - 01:47                 | 18,8                          | Tercero                       | [ 63 ]                        |
| 6                             | 24                            | Lunes                         | 12 de enero                   | Ingresa Julia Ceremonia del «Armado de tríos» Competencia de tríos                      | 00:06 - 01:58                 | 20,7                          | Cuarto                        | [ 64 ]                        |
| 6                             | 25                            | Martes                        | 13 de enero                   | Sin competencias                                                                        | 00:06 - 01:52                 | 20,5                          | Cuarto                        | [ 65 ]                        |
| 6                             | 26                            | Miércoles                     | 14 de enero                   | Competencia individual                                                                  | 00:09 - 02:09                 | 20,6                          | Cuarto                        | [ 66 ]                        |
| 6                             | 27                            | Jueves                        | 15 de enero                   | Sin competencias                                                                        | 00:05 - 01:55                 | 18,8                          | Cuarto                        | [ 67 ]                        |
| 6                             | 28                            | Domingo                       | 18 de enero                   | «Cara a cara»                                                                           | 00:09 - 02:01                 | 17,7                          | Cuarto                        | [ 68 ]                        |
| 6                             | 29                            | Lunes                         | 19 de enero                   | «Voto del público» Eliminación Competencia de solteros                                  | 23:56 - 01:37                 | 19,9                          | Cuarto                        | [ 69 ]                        |
| 7                             | 30                            | Martes                        | 20 de enero                   | Ingresa Adriana                                                                         | 00:01 - 01:54                 | 22,9                          | Tercero                       | [ 70 ]                        |
| 7                             | 31                            | Miércoles                     | 21 de enero                   | Ceremonia del «Armado de tríos»                                                         | 00:11 - 02:16                 | 19,3                          | Quinto                        | [ 71 ]                        |
| 7                             | 32                            | Jueves                        | 22 de enero                   | Competencia de tríos                                                                    | 23:58 - 01:55                 | 19,0                          | Cuarto                        | [ 72 ]                        |
| 7                             | 33                            | Domingo                       | 25 de enero                   | Sin competencias                                                                        | 00:10 - 01:58                 | 19,4                          | Tercero                       | [ 73 ]                        |
| 7                             | 34                            | Lunes                         | 26 de enero                   | Competencia individual Abandona Leandro                                                 | 23:55 - 01:41                 | 21,3                          | Cuarto                        | [ 74 ]                        |
| 7                             | 35                            | Martes                        | 27 de enero                   | «Cara a cara»                                                                           | 23:55 - 02:01                 | 22,4                          | Tercero                       | [ 75 ]                        |
| 7                             | 36                            | Miércoles                     | 28 de enero                   | «Voto del público» Eliminación                                                          | 00:34 - 01:50                 | 21,2                          | Quinto                        | [ 76 ]                        |
| 8                             | 37                            | Jueves                        | 29 de enero                   | Competencia de solteros Reingresa Oriana Ingresa Alex                                   | 23:53 - 01:57                 | 18,8                          | Tercero                       | [ 77 ]                        |
| 8                             | 38                            | Domingo                       | 1 de febrero                  | Ingresa Pedro                                                                           | 23:58 - 01:51                 | 17,4                          | Cuarto                        | [ 78 ]                        |
| 8                             | 39                            | Lunes                         | 2 de febrero                  | Ceremonia del «Armado de tríos»                                                         | 23:56 - 01:40                 | 23,3                          | Segundo                       | [ 79 ]                        |
| 8                             | 40                            | Martes                        | 3 de febrero                  | Competencia de tríos                                                                    | 00:00 - 01:46                 | 21,2                          | Tercero                       | [ 80 ]                        |
| 8                             | 41                            | Miércoles                     | 4 de febrero                  | Competencia individual                                                                  | 00:00 - 01:59                 | 21,8                          | Tercero                       | [ 81 ]                        |
| 8                             | 42                            | Jueves                        | 5 de febrero                  | «Cara a cara»                                                                           | 23:56 - 01:47                 | 19,8                          | Cuarto                        | [ 82 ]                        |
| 8                             | 43                            | Domingo                       | 8 de febrero                  | «Voto del público» Eliminación                                                          | 23:53 - 01:43                 | 20,6                          | Tercero                       | [ 83 ]                        |
| 9                             | 44                            | Lunes                         | 9 de febrero                  | Competencia de solteros                                                                 | 00:01 - 02:14                 | 20,0                          | Cuarto                        | [ 84 ]                        |
| 9                             | 45                            | Martes                        | 10 de febrero                 | Ingresa Diego Ceremonia del «Armado de tríos»                                           | 23:58 - 01:56                 | 23,1                          | Tercero                       | [ 85 ]                        |
| 9                             | 46                            | Miércoles                     | 11 de febrero                 | Competencia de tríos                                                                    | 23:54 - 01:45                 | 20,0                          | Tercero                       | [ 86 ]                        |
| 9                             | 47                            | Jueves                        | 12 de febrero                 | Sin competencias                                                                        | 00:02 - 02:04                 | 19,2                          | Tercero                       | [ 87 ]                        |
| 9                             | 48                            | Domingo                       | 15 de febrero                 | Competencia individual                                                                  | 23:54 - 01:39                 | 17,8                          | Tercero                       | [ 88 ]                        |
| 9                             | 49                            | Lunes                         | 16 de febrero                 | Sin competencias                                                                        | 00:02 - 01:50                 | 19,5                          | Tercero                       | [ 89 ]                        |
| 9                             | 50                            | Martes                        | 17 de febrero                 | «Cara a cara»                                                                           | 23:57 - 01:54                 | 20,0                          | Cuarto                        | [ 90 ]                        |
| 9                             | 51                            | Miércoles                     | 18 de febrero                 | «Voto del público» Eliminación Abandona Diego Reingresa Hernán                          | 23:52 - 01:33                 | 18,9                          | Cuarto                        | [ 91 ]                        |
| 10                            | 52                            | Jueves                        | 19 de febrero                 | Competencia de solteros                                                                 | 00:03 - 02:09                 | 19,2                          | Cuarto                        | [ 92 ]                        |
| 10                            | 53                            | Domingo                       | 22 de febrero                 | Ingresa Agustina Ceremonia del «Armado de tríos» Competencia de tríos Abandona Nicole   | 23:59 - 02:12                 | 13,8                          | Cuarto                        | [ 93 ]                        |
| 10                            | 54                            | Lunes                         | 23 de febrero                 | Sin competencias                                                                        | 23:58 - 01:52                 | 15,5                          | Sexto                         | [ 94 ]                        |
| 10                            | 55                            | Martes                        | 24 de febrero                 | Reingresa Sebastián Competencia individual                                              | 00:00 - 01:48                 | 14,9                          | Séptimo                       | [ 95 ]                        |
| 10                            | 56                            | Miércoles                     | 25 de febrero                 | Sin competencias                                                                        | 00:01 - 02:02                 | 17,1                          | Sexto                         | [ 96 ]                        |
| 10                            | 57                            | Jueves                        | 26 de febrero                 | «Cara a cara»                                                                           | 00:09 - 02:14                 | 16,7                          | Sexto                         | [ 97 ]                        |
| 10                            | 58                            | Domingo                       | 1 de marzo                    | «Voto del público» Eliminación Competencia de solteros Ingresa Michelle                 | 00:03 - 02:03                 | 18,8                          | Tercero                       | [ 98 ]                        |
| 11                            | 59                            | Lunes                         | 2 de marzo                    | Ceremonia del «Armado de tríos»                                                         | 23:55 - 01:51                 | 20,6                          | Cuarto                        | [ 99 ]                        |
| 11                            | 60                            | Martes                        | 3 de marzo                    | Competencia de tríos                                                                    | 00:00 - 01:37                 | 20,2                          | Cuarto                        | [ 100 ]                       |
| 11                            | 61                            | Miércoles                     | 4 de marzo                    | Sin competencias                                                                        | 23:56 - 02:04                 | 19,4                          | Quinto                        | [ 101 ]                       |
| 11                            | 62                            | Jueves                        | 5 de marzo                    | Competencia individual                                                                  | 00:01 - 01:59                 | 18,4                          | Quinto                        | [ 102 ]                       |
| 11                            | 63                            | Domingo                       | 8 de marzo                    | Sin competencias                                                                        | 00:18 - 01:52                 | 18,8                          | Tercero                       | [ 103 ]                       |
| 11                            | 64                            | Lunes                         | 9 de marzo                    | «Cara a cara»                                                                           | 23:55 - 01:59                 | 19,0                          | Quinto                        | [ 104 ]                       |
| 11                            | 65                            | Martes                        | 10 de marzo                   | «Voto del público» Eliminación                                                          | 23:55 - 01:57                 | 19,7                          | Quinto                        | [ 105 ]                       |
| 12                            | 66                            | Miércoles                     | 11 de marzo                   | Reingresa Leandro Competencia de solteros                                               | 00:01 - 02:11                 | 19,3                          | Quinto                        | [ 106 ]                       |
| 12                            | 67                            | Jueves                        | 12 de marzo                   | Ceremonia del «Armado de tríos»                                                         | 00:07 - 02:09                 | 17,7                          | Quinto                        | [ 107 ]                       |
| 12                            | 68                            | Domingo                       | 15 de marzo                   | Competencia de tríos                                                                    | 00:18 - 01:42                 | 20,4                          | Tercero                       | [ 108 ]                       |
| 12                            | 69                            | Lunes                         | 16 de marzo                   | Sin competencias                                                                        | 00:12 - 02:08                 | 17,8                          | Sexto                         | [ 109 ]                       |
| 12                            | 70                            | Martes                        | 17 de marzo                   | Competencia individual                                                                  | 00:09 - 01:53                 | 18,7                          | Quinto                        | [ 110 ]                       |
| 12                            | 71                            | Miércoles                     | 18 de marzo                   | Sin competencias                                                                        | 00:03 - 01:39                 | 20,6                          | Quinto                        | [ 111 ]                       |
| 12                            | 72                            | Jueves                        | 19 de marzo                   | «Cara a cara»                                                                           | 00:06 - 01:40                 | 20,2                          | Cuarto                        | [ 112 ]                       |
| 12                            | 73                            | Domingo                       | 22 de marzo                   | «Voto del público» Eliminación                                                          | 00:26 - 02:02                 | 19,4                          | Tercero                       | [ 113 ]                       |
| 13                            | 74                            | Lunes                         | 23 de marzo                   | Competencia de solteros Reingresa Eugenia y Matías                                      | 00:03 - 01:29                 | 18,0                          | Sexto                         | [ 114 ]                       |
| 13                            | 75                            | Martes                        | 24 de marzo                   | Ceremonia del «Armado de tríos»                                                         | 00:04 - 01:39                 | 18,1                          | Sexto                         | [ 115 ]                       |
| 13                            | 76                            | Miércoles                     | 25 de marzo                   | Competencia de tríos                                                                    | 00:34 - 02:35                 | 15,7                          | Séptimo                       | [ 116 ]                       |
| 13                            | 77                            | Jueves                        | 26 de marzo                   | Sin competencias                                                                        | 00:17 - 01:55                 | 17,3                          | Sexto                         | [ 117 ]                       |
| 13                            | 78                            | Domingo                       | 29 de marzo                   | Sin competencias                                                                        | 00:46 - 02:41                 | 13,2                          | Noveno                        | [ 118 ]                       |
| 13                            | 79                            | Lunes                         | 30 de marzo                   | Competencia individual                                                                  | 23:51 - 01:24                 | 19,0                          | Quinto                        | [ 119 ]                       |
| 13                            | 80                            | Martes                        | 31 de marzo                   | «Cara a cara»                                                                           | 23:57 - 01:39                 | 17,6                          | Sexto                         | [ 120 ]                       |
| 13                            | 81                            | Miércoles                     | 1 de abril                    | Sin competencias                                                                        | 00:00 - 01:31                 | 22,0                          | Tercero                       | [ 121 ]                       |
| 13                            | 82                            | Jueves                        | 2 de abril                    | «Voto del público» Eliminación                                                          | 23:53 - 01:16                 | 14,1                          | Sexto                         | [ 122 ]                       |
| 14                            | 83                            | Domingo                       | 5 de abril                    | Competencia de solteros Ceremonia del «Armado de tríos»                                 | 00:32 - 01:58                 | 15,1                          | Tercero                       | [ 123 ]                       |
| 14                            | 84                            | Lunes                         | 6 de abril                    | Sin competencias                                                                        | 23:56 - 01:16                 | 17,8                          | Sexto                         | [ 124 ]                       |
| 14                            | 85                            | Martes                        | 7 de abril                    | Competencia de tríos                                                                    | 00:03 - 01:24                 | 17,3                          | Sexto                         | [ 125 ]                       |
| 14                            | 86                            | Miércoles                     | 8 de abril                    | Sin competencias                                                                        | 00:04 - 01:31                 | 17,0                          | Quinto                        | [ 126 ]                       |
| 14                            | 87                            | Jueves                        | 9 de abril                    | Competencia individual                                                                  | 00:01 - 01:27                 | 18,3                          | Quinto                        | [ 127 ]                       |
| 14                            | 88                            | Domingo                       | 12 de abril                   | Sin competencias                                                                        | 00:25 - 01:21                 | 19,3                          | Tercero                       | [ 128 ]                       |
| 14                            | 89                            | Lunes                         | 13 de abril                   | «Cara a cara»                                                                           | 23:56 - 01:15                 | 18,0                          | Quinto                        | [ 129 ]                       |
| 14                            | 90                            | Martes                        | 14 de abril                   | Sin competencias                                                                        | 00:01 - 01:23                 | 18,5                          | Quinto                        | [ 130 ]                       |
| 14                            | 91                            | Miércoles                     | 15 de abril                   | «Voto del público» Eliminación                                                          | 23:59 - 01:20                 | 19,1                          | Quinto                        | [ 131 ]                       |
| 15                            | 92                            | Jueves                        | 16 de abril                   | Competencia de solteros Ingresa Aynara, Javier y Melina Ceremonia del «Armado de tríos» | 23:57 - 01:32                 | 15,6                          | Sexto                         | [ 132 ]                       |
| 15                            | 93                            | Domingo                       | 19 de abril                   | Sin competencias                                                                        | 00:33 - 01:33                 | 20,2                          | Tercero                       | [ 133 ]                       |
| 15                            | 94                            | Lunes                         | 20 de abril                   | Sin competencias                                                                        | 00:01 - 01:26                 | 16,4                          | Séptimo                       | [ 134 ]                       |
| 15                            | 95                            | Martes                        | 21 de abril                   | Competencia de tríos                                                                    | 23:59 - 01:31                 | 18,4                          | Sexto                         | [ 135 ]                       |
| 15                            | 96                            | Miércoles                     | 22 de abril                   | Competencia individual                                                                  | 00:05 - 01:55                 | 15,8                          | Quinto                        | [ 136 ]                       |
| 15                            | 97                            | Jueves                        | 23 de abril                   | «Cara a cara»                                                                           | 23:57 - 01:23                 | 14,8                          | Séptimo                       | [ 137 ]                       |
| 15                            | 98                            | Domingo                       | 26 de abril                   | «Voto del público» Eliminación Abandona Alex Reingresa Hernán                           | 00:06 - 01:15                 | 20,6                          | Tercero                       | [ 138 ]                       |
| 16                            | 99                            | Lunes                         | 27 de abril                   | Competencia de solteros Ceremonia del «Armado de tríos»                                 | 00:09 - 01:49                 | 19,6                          | Sexto                         | [ 139 ]                       |
| 16                            | 100                           | Martes                        | 28 de abril                   | Competencia de tríos                                                                    | 00:02 - 01:30                 | 20,5                          | Sexto                         | [ 140 ]                       |
| 16                            | 101                           | Miércoles                     | 29 de abril                   | Competencia individual «Cara a cara»                                                    | 00:01 - 01:38                 | 19,5                          | Quinto                        | [ 141 ]                       |
| 16                            | 102                           | Jueves                        | 30 de abril                   | «Voto del público» Eliminación Competencia de solteros Ceremonia del «Armado de tríos»  | 00:08 - 01:36                 | 15,9                          | Sexto                         | [ 142 ]                       |
| 17                            | 103                           | Domingo                       | 3 de mayo                     | Competencia de tríos                                                                    | 00:21 - 01:33                 | 17,0                          | Cuarto                        | [ 143 ]                       |
| 17                            | 104                           | Lunes                         | 4 de mayo                     | Competencia individual «Cara a cara»                                                    | 00:18 - 01:54                 | 18,5                          | Sexto                         | [ 144 ]                       |
| 17                            | 105                           | Martes                        | 5 de mayo                     | «Voto del público» Eliminación                                                          | 00:07 - 01:27                 | 18,6                          | Sexto                         | [ 145 ]                       |
| 18                            | 106                           | Miércoles                     | 6 de mayo                     | Sin competencias                                                                        | 00:53 - 02:21                 | 18,7                          | Séptimo                       | [ 146 ]                       |
| 18                            | 107                           | Jueves                        | 7 de mayo                     | Ceremonia del «Armado de parejas» Eliminación de Leandro, Melina y Hernán               | 00:14 - 01:54                 | 16,7                          | Séptimo                       | [ 147 ]                       |
| 18                            | 108                           | Domingo                       | 10 de mayo                    | Competencia de parejas Competencia individual                                           | 00:14 - 01:25                 | 18,5                          | Tercero                       | [ 148 ]                       |
| 18                            | 109                           | Lunes                         | 11 de mayo                    | «Cara a cara» «Voto del público» Eliminación                                            | 00:12 - 01:49                 | 19,6                          | Quinto                        | [ 149 ]                       |
| 19                            | 110                           | Martes                        | 12 de mayo                    | Competencia de parejas                                                                  | 00:47 - 02:28                 | 16,6                          | Séptimo                       | [ 150 ]                       |
| 19                            | 111                           | Miércoles                     | 13 de mayo                    | Competencia individual «Cara a cara» «Voto del público» Eliminación                     | 00:16 - 01:59                 | 18,6                          | Quinto                        | [ 151 ]                       |
| 19                            | 112                           | Jueves                        | 14 de mayo                    | Eliminación Gran Final                                                                  | 22:22 - 01:51                 | 25,2                          | Segundo                       | [ 8 ]                         |

     Episodio más visto.

     Episodio menos visto.